# Liste der Kulturdenkmale in Freital
Die Liste der Kulturdenkmale in Freital enthält die Kulturdenkmale in Freital. Die Liste entspricht möglicherweise nicht dem aktuellen Stand der offiziellen Denkmalliste. Diese kann über die zuständigen Behörden eingesehen werden. Daher garantiert das Vorhandensein oder Fehlen eines Bauwerks oder Ensembles in dieser Liste nicht, dass es zum gegenwärtigen Zeitpunkt ein eingetragenes Denkmal ist oder nicht. Eine verbindliche Auskunft erteilt das Landesamt für Denkmalpflege Sachsen.
Diese Liste ist eine Teilliste der Liste der Kulturdenkmale in Sachsen.

## Kulturdenkmale nach Stadtteilen
Die folgende Zusammenstellung zeigt die Freitaler Kulturdenkmale, aufgegliedert nach dem Stadtteil, in dem sie sich befinden. Über einen Klick auf die Abschnittsüberschrift ist die Einzelliste für den jeweiligen Stadtteil mit weiteren Informationen zur dortigen Denkmallandschaft abrufbar.
Legende:
- Bild: Bild des Kulturdenkmals, ggf. zusätzlich mit einem Link zu weiteren Fotos des Kulturdenkmals im Medienarchiv Wikimedia Commons. Wenn man auf das Kamerasymbol klickt, können Fotos zu Kulturdenkmalen aus dieser Liste hochgeladen werden:
- Bezeichnung: Denkmalgeschützte Objekte und ggf. Bauwerksname des Kulturdenkmals
- Lage: Straßenname und Hausnummer oder Flurstücknummer des Kulturdenkmals. Die Grundsortierung der Liste erfolgt nach dieser Adresse. Der Link (Karte) führt zu verschiedenen Kartendiensten mit der Position des Kulturdenkmals. Fehlt dieser Link, wurden die Koordinaten noch nicht eingetragen. Sind diese bekannt, können sie über ein Tool mit einer Kartenansicht einfach nachgetragen werden. In dieser Kartenansicht sind Kulturdenkmale ohne Koordinaten mit einem roten bzw. orangen Marker dargestellt und können durch Verschieben auf die richtige Position in der Karte mit Koordinaten versehen werden. Kulturdenkmale ohne Bild sind an einem blauen bzw. roten Marker erkennbar.
- Datierung: Baubeginn, Fertigstellung, Datum der Erstnennung oder grobe zeitliche Einordnung entsprechend des Eintrags in der sächsischen Denkmaldatenbank
- Beschreibung: Kurzcharakteristik des Kulturdenkmals entsprechend des Eintrags in der sächsischen Denkmaldatenbank, ggf. ergänzt durch die dort nur selten veröffentlichten Erfassungstexte oder zusätzliche Informationen
- ID: Vom Landesamt für Denkmalpflege Sachsen vergebene, das Kulturdenkmal eindeutig identifizierende Objekt-Nummer. Der Link führt zum PDF-Denkmaldokument des Landesamtes für Denkmalpflege Sachsen. Bei ehemaligen Kulturdenkmalen können die Objektnummern unbekannt sein und deshalb fehlen bzw. die Links von aus der Datenbank entfernten Objektnummern ins Leere führen. Ein ggf. vorhandenes Icon  führt zu den Angaben des Kulturdenkmals bei Wikidata.

### Birkigt
| Bild           | Bezeichnung                                                    | Lage                                    | Datierung                         | Beschreibung | ID       |
| -------------- | -------------------------------------------------------------- | --------------------------------------- | --------------------------------- | --- | -------- |
|                | Gedenkstein für Opfer eines Luftangriffs                       | Blumenstraße/Ecke Siedlerstraße (Karte) | nach 1945 (Gedenkstein)           | Gedenkstein für 241 Opfer eines amerikanischen Luftangriffs; historische Relevanz | 08963947 |
| Weitere Bilder | Sachgesamtheit Windbergbahn, Teilabschnitt Freital, OT Birkigt | Coschützer Straße (Karte)               | 1855-1856                         | Sachgesamtheitsbestandteil der Sachgesamtheit Windbergbahn (ID-Nr. 09301623), Teilabschnitt Freital, OT Birkigt mit Einzeldenkmal Eisenbahnbrücke (km 0,872, Coschützer Straße) und Gewölbedurchlass (km 2,240 Am Geiersgraben) (Einzeldenkmal ID-Nr. 09306468), sowie den Sachgesamtheitsteilen Streckenverlauf und Eisenbahnbrücke Kesselgrundweg (km 4,558) (Sachgesamtheit ID-Nr. 09301623); Sachgesamtheit mit allen Bahnanlagen, darunter Gleisanlagen mit Unter- und Oberbau, Streckenkilometrierung, Fernmelde- und Signalanlagen, Bahnstationen einschließlich aller Funktionsbauten, Wärterhäuschen, Brücken und Durchlässen in den Gemeinden Freital (OT Potschappel, Birkigt, Burgk und Kleinnaundorf), Bannewitz (OT Bannewitz, Boderitz, Cunnersdorf, Hänichen und Possendorf) und Dresden (OT Gittersee), technisch herausragende, singuläre Gebirgsstrecke aus der Frühzeit der Eisenbahngeschichte zum Transport der im Freitaler Revier abgebauten Steinkohle und Anbindung der hiesigen Industrie von industriegeschichtlicher und eisenbahngeschichtlicher Bedeutung. | 09306465 |
|                | Eisenbahnbrücke (Einzeldenkmal zu ID-Nr. 09306465)             | Coschützer Straße (Karte)               | 1960                              | Einzeldenkmal der Sachgesamtheit Windbergbahn, Teilabschnitt Freital, OT Birkigt: Eisenbahnbrücke (km 0,872, Coschützer Straße); typische Stahlträgerbrücke des Eisenbahnbaus aus der 2. Hälfte des 20. Jahrhunderts, Ersatzbau für eine Natursteinbogenbrücke infolge von Modernisierungsarbeiten an der Strecke der Windbergbahn in den 1960er Jahren, eisenbahngeschichtlich, verkehrsgeschichtlich und wirtschaftsgeschichtlich von Bedeutung. | 09306468 |
|                | Wohnstallhaus                                                  | Gitterseer Straße 44 (Karte)            | 2. Hälfte 19. Jh. (Wohnstallhaus) | Wohnstallhaus mit Torbogen und Einfriedungsmauer; ländliches Relikt des Ortskerns von Birkigt, baugeschichtlich von Bedeutung | 08963950 |
|                | Wohnstallhaus                                                  | Gitterseer Straße 46 (Karte)            | um 1800 (Wohnstallhaus)           | Wohnstallhaus; Obergeschoss Fachwerk, ländliches Relikt des Ortskerns von Birkigt, baugeschichtlich von Bedeutung | 08963949 |

### Burgk
| Bild                                    | Bezeichnung                                                  | Lage                            | Datierung | Beschreibung | ID       |
| --------------------------------------- | ------------------------------------------------------------ | ------------------------------- | --- | --- | -------- |
| Direkt Bild zu diesem Denkmal hochladen | Sachgesamtheit Bergbaumonumente Freital                      |                                 | 18. Jh. - 20. Jh. (Bergbauanlage) | Sachgesamtheit Bergbaumonumente Freital: inhaltlich und z. T. optisch zusammenhängende Einheit von Hochbauten, Halden, Schächten, Wasserbauten usw. mit zahlreichen Einzeldenkmalen im Ortsteil Burgk. | 09303858 |
| Weitere Bilder                          | Albertdenkmal                                                | (Karte)                         | bez. 1904 (Denkmal) | Albertdenkmal auf dem Windberg; u. a. ortshistorische Bedeutung | 08964020 |
|                                         | Ehemaliges Huthaus der Burgker Steinkohlenwerke              | Altburgk 38 (Karte)             | 1834 (Huthaus) | Einzeldenkmale der Sachgesamtheit Bergbaumonumente Freital im OT Burgk: Ehemaliges Huthaus der Burgker Steinkohlenwerke (siehe auch Sachgesamtheitsliste Stadt Freital – ID-Nr. 09303858); wichtiges Objekt der regionalen Bergbaugeschichte | 08963920 |
|                                         | Wohnhaus                                                     | Altburgk 44 (Karte)             | 2. Hälfte 19. Jh. (Wohnhaus) | Wohnhaus; Obergeschoss Fachwerk, baugeschichtliche Bedeutung | 08963954 |
| Direkt Bild zu diesem Denkmal hochladen | Sachgesamtheit Schloss Burgk; Haus der Heimat                | Altburgk 61                     | 1709 Neuaufbau nach Brand (Rittergut); 16. Jh. nachgewiesen (Renaissancegarten) | Sachgesamtheit Schloss Burgk, mit Herrenhaus, Verwalterhaus, vier Flügeln des Wirtschaftshofes, Einfriedungsmauer mit Südportal, Zufahrt mit Tor, Hof mit Hofpflaster und Resten der Pferdeschwemme, Denkmal, Bildstock, Weinpresse und Eiskeller (alles Einzeldenkmale) (Einzeldenkmal ID-Nr. 08963961) Gutspark mit Teich und Baumgarten (Gartendenkmale) sowie Kräutergarten (Sachgesamtheitsteil); geschichtlich, baugeschichtlich und gartenkünstlerisch von Bedeutung. | 09301344 |
| Weitere Bilder                          | Schloss Burgk; Haus der Heimat                               | Altburgk 61 (Karte)             | 1709 (Neuaufbau nach Brand 1707); bez. 1787 (auf einem Stein der südlichen Einfriedung); bez. 1827 (Eiskeller); 1410/1463 (auf dem Rittergut Potschappel); im Kern spätes 18. Jh. (östl. Seitengebäude); 1863 (Neubau Seitengebäude bez. 1863 [Tafel]); vor 1910 (N-Hofseite) | Einzeldenkmale der Sachgesamtheit Schloss Burgk: Herrenhaus, Verwalterhaus, vier Flügel des Wirtschaftshofes, Einfriedungsmauer mit Südportal, Zufahrt mit Tor, Hof mit Hofpflaster und Resten der Pferdeschwemme, Denkmal, Bildstock, Weinpresse und Eiskeller (siehe auch Sachgesamtheitsdokument – ID-Nr. 09301344, gleiche Anschrift); geschichtlich, baugeschichtlich und gartenkünstlerisch von Bedeutung. | 08963961 |
|                                         | Besucher-Schauanlage                                         | Altburgk 61                     | 1828 (Tagesstrecke); um 1863 (tonnlägiger Fahrschacht) | Einzeldenkmal der Sachgesamtheit Bergbaumonumente Freital im OT Burgk: Mundlochbereich der Tagesstrecke des Oberen Reviers (siehe auch Sachgesamtheitsliste der Stadt Freital – ID-Nr. 09303858); bergbaugeschichtliches Zeugnis | 08963916 |
|                                         | Villa                                                        | Altburgk 67 (Karte)             | um 1905 (Villa) | Villa mit Einfriedung, mit Jugendstilformen; u. a. baugeschichtliche Bedeutung | 08963964 |
|                                         | Gedenkstein                                                  | Am Dathepark (Karte)            | bez. 1871 | Gedenkstein von 1871; zugleich zum 80. Geburtstag Carl Friedrich August Frh. Dathe v. Burgk, ortsgeschichtliche Relevanz | 08963960 |
|                                         | Dathepark                                                    | Am Dathepark (Karte)            | 1897 (Anlage des Datheparks) | Gedenkanlage mit Treppenanlage und Balustrade sowie Gedenkstein für Arthur Freiherrn Dathe von Burgk und dem Lindenrondell; ortshistorisch von Bedeutung | 08963959 |
|                                         | Wohnhaus                                                     | Am Schloßgarten 2 (Karte)       | um 1800 (Wohnhaus) | Wohnhaus; Obergeschoss Fachwerk, baugeschichtlich von Bedeutung | 08963956 |
|                                         | Wohnhaus                                                     | Am Schloßgarten 4 (Karte)       | um 1800 (Wohnhaus) | Wohnhaus; Obergeschoss Fachwerk, baugeschichtlich von Bedeutung | 08963955 |
|                                         | sog. Schweizerhaus                                           | Bergerschachtweg 6 (Karte)      | um 1930 (Wohnhaus) | Ehemaliges Gärtnerhaus von Schloss Burgk mit Garten; u. a. baugeschichtliche Bedeutung | 08963963 |
|                                         | Transformatorenstation                                       | Burgker Straße (Karte)          | 1920er Jahre | Transformatorenstation; Zeugnis der Elektrifizierung, technikgeschichtlich von Bedeutung | 08963912 |
|                                         | Förderturm                                                   | Burgker Straße (Karte)          | 1958 (Förderturm) | Einzeldenkmal der Sachgesamtheit Bergbaumonumente Freital im OT Burgk: Förderturm des Schachtes 1 des ehemaligen Wismut-Bergbaubetriebes Willy Agatz (Dresden-Gittersee) (siehe auch Sachgesamtheitsliste Stadt Freital, OT Burgk – ID-Nr. 09303858); 2003–2006 hierher transloziert, letztes Zeugnis der Gattung im Steinkohlengebiet Döhlener Becken, technikgeschichtliche Bedeutung | 09300643 |
|                                         | Burgker Rathaus (ehem.)                                      | Burgker Straße 127 (Karte)      | 1910er Jahre (Rathaus) | Ehemaliges Rathaus mit Bergmann-Figur im Giebelfeld; bau- und ortshistorische Bedeutung | 08960556 |
|                                         | Ehem. Wohnmühlenhaus                                         | Cunnersdorfer Straße 40 (Karte) | bez. 1850 (Türgewände) | Ehem. Wohnmühlenhaus; Obergeschoss Fachwerk, später Teichschänke, baugeschichtlich und ortsgeschichtlich von Bedeutung | 08963967 |
| Direkt Bild zu diesem Denkmal hochladen | Sachgesamtheit Windbergbahn, Teilabschnitt Freital, OT Burgk | Kleinnaundorfer Straße          | 1855-1856 (Eisenbahnanlage) | Sachgesamtheitsbestandteil der Sachgesamtheit Windbergbahn, Teilabschnitt Freital, OT Burgk, mit dem Einzeldenkmal: Kleinlokschuppen (Einzeldenkmal ID-Nr. 09306471) sowie dem Sachgesamtheitsteil Streckenverlauf (siehe auch Sachgesamtheitsliste - ID-Nr. 09301623); Sachgesamtheit mit allen Bahnanlagen, darunter Gleisanlagen mit Unter- und Oberbau, Streckenkilometrierung, Fernmelde- und Signalanlagen, Bahnstationen einschl. aller Funktionsbauten, Wärterhäuschen, Brücken und Durchlässen in den Gemeinden Freital (OT Potschappel, Birkigt, Burgk und Kleinnaundorf), Bannewitz (OT Bannewitz, Boderitz, Cunnersdorf, Hänichen und Possendorf) und Dresden (OT Gittersee), technisch herausragende, singuläre Gebirgsstrecke aus der Frühzeit der Eisenbahngeschichte zum Transport der im Freitaler Revier abgebauten Steinkohle und Anbindung der hiesigen Industrie von industriegeschichtlicher und eisenbahngeschichtlicher Bedeutung. | 09304035 |
| Direkt Bild zu diesem Denkmal hochladen | Kleinlokschuppen                                             | Kleinnaundorfer Straße          | 2. Hälfte 20. Jahrhundert (Lokschuppen) | Einzeldenkmal der Sachgesamtheit Windbergbahn, Freital OT Kleinnaundorf: Kleinlokschuppen (siehe Sachgesamtheitsbestandteil ID-Nr. 09304035); zum Bahnhof Dresden-Gittersee gehöriger Schuppen (siehe Einzeldenkmal Dresden-Gittersee – ID-Nr. 09301644), wahrscheinlich als Ersatzbau eines früher errichteten Lokschuppens erbaut, Putzbau, verkehrsgeschichtlich von Bedeutung | 09306471 |
| Direkt Bild zu diesem Denkmal hochladen | Wegestein                                                    | Kohlenstraße (Karte)            | 19. Jh. | Wegestein; verkehrsgeschichtlich von Bedeutung | 08964022 |
|                                         | Windbergschacht (ehem.) – Windbergheim                       | Kohlenstraße 42 (Karte)         | 1845 und später (Huthaus) | Einzeldenkmal der Sachgesamtheit Bergbaumonumente Freital im OT Burgk: Huthaus des ehemaligen Windbergschachtes (siehe auch Sachgesamtheitsliste der Stadt Freital – ID-Nr. 09303858); technisches Denkmal, ortsgeschichtliche Bedeutung | 08963922 |
|                                         | Bergarbeiter-Krankenhaus                                     | Rotkopf-Görg-Straße 107         | 1872 und bez. 1903 (Sozialgebäude) | Einzeldenkmal der Sachgesamtheit Bergbaumonumente Freital im OT Burgk: ehemaliges Krankenhaus (mit kleinem Nebengebäude) (siehe auch Sachgesamtheitsliste Stadt Freital – ID-Nr. 09303858); sozialhistorisch wichtiges Sachzeugnis der Burgker Steinkohlenwerke, letzte erhaltene Einrichtung dieser Art im Freitaler Raum | 08963917 |
|                                         | Wilhelminenschacht; Bergbeamtenwohnhaus                      | Windbergallee 4 (Karte)         | um 1840 (Beamtenwohnhaus) | Einzeldenkmale der Sachgesamtheit Bergbaumonumente Freital im OT Burgk: Beamtenwohnhaus des früheren Wilhelminenschachtes, einschließlich der traufseitigen Stützmauern und des in südwestlicher Richtung liegenden Maschinenhauses des Erdmannschachtes (siehe auch Sachgesamtheitsliste Stadt Freital, OT Burgk – ID-Nr. 09303858); bau- und ortsgeschichtliche Bedeutung, bildprägend | 08963921 |
|                                         | Wohnhaus                                                     | Zschiedge 2 (Karte)             | 18. Jh. (Wohnhaus) | Wohnhaus; Obergeschoss Fachwerk, Bestandteil eines alten Ortskerns, baugeschichtliche und ortsentwicklungsgeschichtliche Bedeutung | 08963951 |
|                                         | Wohnhaus                                                     | Zschiedge 5 (Karte)             | wahrscheinlich 17. Jh. (Wohnhaus) | Wohnhaus; Obergeschoss Fachwerk, Bestandteil eines alten Ortskerns, wahrscheinlich älteste erhaltene Generation regionaler Holzbauweise, baugeschichtliche und ortsentwicklungsgeschichtliche Bedeutung | 08963952 |
|                                         | Wohnstallhaus                                                | Zschiedge 9 (Karte)             | um 1800 (Wohnstallhaus) | Wohnstallhaus; Obergeschoss Fachwerk, baugeschichtliche Bedeutung | 08963953 |

### Deuben
| Bild           | Bezeichnung                                          | Lage                                          | Datierung | Beschreibung | ID       |
| -------------- | ---------------------------------------------------- | --------------------------------------------- | --- | --- | -------- |
|                | Edelstahlwerk                                        | Am Stahlwerk 1 (Karte)                        | 1950er Jahre | Stahlguss-Plastik; Zeugnis der früheren DDR-Auftragskunst | 08963898 |
| Weitere Bilder | Christuskirche; Deubener Kirche                      | An der Kirche (Karte)                         | 1868–1869 (Kirche); nach 1918 (Kriegerdenkmal); 1869/1871 (Orgel) | Kirche, davor Kriegerdenkmal; neugotische Saalkirche, einer der bedeutendsten sächsischen Kirchenbauten seiner Entstehungszeit, Architekt: August Pieper, baugeschichtlich und ortsgeschichtliche Bedeutung.                                                           | 08963850 |
|                | Wohnhaus                                             | An der Weißeritz 13 (Karte)                   | nach 1900 | Wohnhaus in offener Bebauung; architektonisch und städtebaulich wertvoll | 08963839 |
|                | Wohnhaus                                             | An der Weißeritz 15 (Karte)                   | nach 1900 | Wohnhaus in offener Bebauung; architektonisch und städtebaulich wertvoll | 08963840 |
|                | Wohnhaus                                             | An der Weißeritz 17 (Karte)                   | nach 1900 | Wohnhaus in offener Bebauung; architektonisch und städtebaulich wertvoll | 08963841 |
|                | Wohnhaus                                             | An der Weißeritz 19, 21, 23 (Karte)           | nach 1900 | Wohnhaus in offener Bebauung; späthistoristischer Klinkerbau, städtebaulich wertvoll | 08963842 |
|                | Villa                                                | Bergstraße 14 (Karte)                         | um 1900 | Villa; baugeschichtliche Bedeutung | 08964026 |
|                | Wohnhaus                                             | Brückenstraße 1 (Karte)                       | wahrscheinlich 1899 | Wohnhaus in Ecklage; Bestandteil einer späthistoristischen Häuserzeile von städtebaulichem und baugeschichtlichem Wert | 08963837 |
|                | Doppelwohnhaus                                       | Dresdner Straße 178; 180 (Karte)              | um 1900 | Doppel-Wohnhaus in halboffener Bebauung; mit gut erhaltenem Renaissancedekor, baugeschichtliche Bedeutung und bildprägend | 08963819 |
|                | Wohn- und Geschäftshaus                              | Dresdner Straße 190 (Karte)                   | um 1900 | Wohn- und Geschäftshaus in halboffener Bebauung; Bestandteil einer bildprägenden und städtebaulich markanten Häuserzeile, als Einheit mit Nr. 192 zu sehen | 08963832 |
|                | Wohn- und Geschäftshaus                              | Dresdner Straße 192 (Karte)                   | um 1900 | Wohn- und Geschäftshaus in geschlossener Bebauung; Bestandteil einer bildprägenden und städtebaulich markanten Häuserzeile | 08963831 |
|                | Wohn- und Geschäftshaus                              | Dresdner Straße 194 (Karte)                   | um 1900 | Wohn- und Geschäftshaus in geschlossener Bebauung; Bestandteil einer bildprägenden und städtebaulich markanten Häuserzeile | 08963830 |
|                | Wohn- und Geschäftshaus                              | Dresdner Straße 196 (Karte)                   | nach 1900 | Wohn- und Geschäftshaus in geschlossener Bebauung, weitgehend im ursprünglichen Aussehen erhalten; Bestandteil einer bildprägenden und städtebaulich markanten Häuserzeile                                                                                             | 08963829 |
|                | Wohn- und Geschäftshaus                              | Dresdner Straße 198 (Karte)                   | nach 1900 | Wohn- und Geschäftshaus in geschlossener Bebauung; Bestandteil einer bildprägenden und städtebaulich markanten Häuserzeile | 08963828 |
|                | Wohn- und Geschäftshaus                              | Dresdner Straße 200 (Karte)                   | nach 1900 | Wohn- und Geschäftshaus in halboffener Bebauung; Bestandteil einer bildprägenden und städtebaulich markanten Häuserzeile | 08963827 |
|                | Wohnhaus                                             | Dresdner Straße 211 (Karte)                   | um 1900 | Wohnhaus in Ecklage und in offener Bebauung; u. a. baugeschichtliche Bedeutung | 08963817 |
|                | Rathaus Deuben                                       | Dresdner Straße 212 (Karte)                   | um 1900 | Ehemaliges Rathaus; architektonische und ortshistorische Relevanz | 08963821 |
|                | Wohn- und Geschäftshaus                              | Dresdner Straße 227 (Karte)                   | bez. 1902 (2. OG rechts) | Wohn- und Geschäftshaus in geschlossener Bebauung; baugeschichtliche Bedeutung | 08963826 |
|                | Wohnhaus                                             | Dresdner Straße 233 (Karte)                   | um 1910 | Wohnhaus in geschlossener Bebauung; baugeschichtlich Relevanz | 08963824 |
|                | Wohnhaus                                             | Dresdner Straße 236 (Karte)                   | um 1900 | Wohnhaus in geschlossener Bebauung; trotz Veränderungen bildprägend und baugeschichtlich relevant | 08963854 |
|                | Gedenkplatte                                         | Dresdner Straße 237 (Karte)                   | um 1960 | Gedenkplatte (Relief): „Erbaut durch die Mithilfe im nationalen Aufbauwerk 1958–1959“ | 09301442 |
|                | Wohn- und Geschäftshaus                              | Dresdner Straße 239 (Karte)                   | nach 1910 | Wohn- und Geschäftshaus (Doppelwohnhaus mit Lange Straße 1) in Ecklage und geschlossener Bebauung; architektonische und städtebauliche Relevanz, zusammen mit Lange Straße 1 (ID-Nr. 08963823)                                                                         | 08963822 |
|                | Wohnhaus                                             | Dresdner Straße 244 (Karte)                   | um 1903 | Wohnhaus in halboffener Bebauung; baugeschichtliche Bedeutung, bildprägend | 08963855 |
|                | Garküche (ehem.)                                     | Dresdner Straße 251 (Karte)                   | um 1860 | Wohnhaus in halboffener Bebauung; ehemals Garküche, ortshistorische Bedeutung | 08960526 |
|                | Wohnhaus                                             | Dresdner Straße 277 (Karte)                   | um 1903 | Wohnhaus in offener Bebauung; baugeschichtliche Bedeutung | 08963856 |
|                | Wohnhaus                                             | Dresdner Straße 279 (Karte)                   | nach 1900 | Wohnhaus in halboffener Bebauung; baugeschichtliche Bedeutung, städtebaulicher Akzent | 08963857 |
|                | Wohnhaus                                             | Dresdner Straße 283 (Karte)                   | nach 1900 | Wohnhaus in Ecklage und halboffener Bebauung; baugeschichtliche Bedeutung, städtebaulicher Akzent | 08963858 |
| Weitere Bilder | Goetheplatz (ehem. König-Albert-Park); Albertdenkmal | Goetheplatz (Karte)                           | nach 1902 (Stadtplatz); 1902 (Denkmal) | Stadtplatz mit Denkmal; Wegesystem mit geschwungener Wegeführung, Solitärbäume und Baumgruppen, Teich mit Fontäne, König-Albert-Denkmal; von gartenkünstlerischer Bedeutung                                                                                            | 08963852 |
|                | Wohnhaus                                             | Goetheplatz 17 (Karte)                        | bez. 1910 (Giebel) | Wohnhaus; baugeschichtliche und städtebauliche Bedeutung | 08963853 |
|                | Mietvilla                                            | Hohe Lehne 25 (Karte)                         | um 1900 | Mietvilla; u. a. baugeschichtliche Bedeutung | 08963752 |
|                | Mietshaus                                            | Jägerstraße 1 (Karte)                         | nach 1900 | Mietshaus in offener Bebauung; u. a. baugeschichtliche Bedeutung | 08963843 |
| Weitere Bilder | Kath. Pfarrei St. Joachim                            | Johannisstraße 2 (Karte)                      | 1895 | Kath. Pfarramt mit Einfriedung; bau- und ortshistorisch von Interesse | 08963973 |
|                | Wohnhaus                                             | Johannisstraße 6 (Karte)                      | Ende 19. Jahrhundert | Wohnhaus in offener Bebauung; baugeschichtlicher Bedeutung | 08963972 |
|                | Wohnhaus                                             | Krönertstraße 4 (Karte)                       | um 1903 | Wohnhaus in offener Bebauung; mit bemerkenswerter Jugendstilfassade, baugeschichtliche Bedeutung | 08963859 |
|                | Wohnhaus                                             | Krönertstraße 8 (Karte)                       | um 1903 | Wohnhaus in halboffener Bebauung; baugeschichtliche Bedeutung | 08963860 |
|                | Wohnhaus                                             | Krönertstraße 10 (Karte)                      | um 1903 | Wohnhaus in Ecklage und halboffener Bebauung; baugeschichtliche Bedeutung | 08963861 |
|                | Wohnhaus                                             | Krönertstraße 15 (Karte)                      | nach 1900 | Wohnhaus in halboffener Bebauung; baugeschichtliche Bedeutung | 08963865 |
|                | Wohnhaus                                             | Krönertstraße 17 (Karte)                      | nach 1900 | Wohnhaus in halboffener Bebauung; baugeschichtliche Bedeutung | 08963864 |
|                | Wohnhaus                                             | Krönertstraße 20 (Karte)                      | 1903/1905 | Wohnhaus in geschlossener Bebauung; baugeschichtliche Bedeutung | 08963862 |
|                | Wohnhaus                                             | Krönertstraße 22 (Karte)                      | 1903/1905 | Wohnhaus in halboffener Bebauung; baugeschichtliche Bedeutung | 08963863 |
|                | Schule                                               | Krönertstraße 25 (Karte)                      | bez. 1906/1907 (Mittelachse) | Schule; bau- und ortsgeschichtliche Bedeutung | 08963844 |
|                | Wohn- und Geschäftshaus                              | Lange Straße 1 (Karte)                        | nach 1910 | Wohn- und Geschäftshaus (Doppelwohnhaus mit Dresdner Straße 239) in geschlossener Bebauung; baugeschichtliche und städtebauliche Relevanz, zusammen mit Dresdner Straße 239 (ID-Nr. 08963822)                                                                          | 08963823 |
|                | Wohnhaus                                             | Lange Straße 6 (Karte)                        | 1903 | Wohnhaus in offener Bebauung; u. a. baugeschichtliche Bedeutung | 08963851 |
|                | Diakonat                                             | Lange Straße 13 (Karte)                       | 1897 | Ehemaliges Diakonat; Kontext zur Christuskirche, orts- und bauhistorische Relevanz | 08964016 |
|                | Ehem. Stadtbad                                       | Lange Straße 19 (Karte)                       | um 1900 | Ehemaliges Stadtbad im neobarocken Stil; orts- und baugeschichtliche Bedeutung | 08960516 |
|                | Wohnhaus                                             | Lange Straße 21 (Karte)                       | 1901 | Wohnhaus in offener Bebauung; baugeschichtliche und städtebauliche Relevanz | 08963849 |
|                | Mietvilla                                            | Leßkestraße 1 (Karte)                         | vermutl. 1896 zusammen mit dem Elektrizitätswerk | Mietvilla, ehemals Verwaltungsgebäude des Elektrizitätswerks für den Plauenschen Grund (vgl. ID-Nr. 09303631 - kein Denkmal mehr, 2012/2013 abgerissen); u. a. baugeschichtlich von Bedeutung                                                                          | 08963816 |
|                | Villa                                                | Leßkestraße 3 (Karte)                         | um 1900 | Villa; u. a. baugeschichtliche Bedeutung | 08963815 |
| Weitere Bilder | Egermühle; Deubener Mühle (ehem.)                    | Mühlenstraße 10, 12 (Karte)                   | 2. H. 19. Jh. (Fabrikantenvilla); 1893 (Weizenmühle mit ehemaliger Bäckerei); 1895 (Speicher- und Roggenmühlengebäude, Mittelbau); bez. 1906 (Verwaltung und Verkauf); bez. 1916/17 (Speicher- und Roggenmühlengebäude) | Gebäudeensemble der früheren Egermühle; architektonisch wertvoll, städtebauliche und geschichtliche Bedeutung. | 08963895 |
|                | Pfarrhaus                                            | Pestalozzistraße 6 (Karte)                    | 2. Hälfte 19. Jh. | Pfarrhaus; bau- und ortshistorische Relevanz | 08963936 |
|                | Weißeritz-Mühlgraben                                 | Poisentalstraße; Roseggerstraße; Mühlenstraße | 15. Jh. (Mühlgraben) | Mühlgraben mit zwei Wehren; Gesamtanlage des von mehreren anliegenden Produktionsstätten (insbesondere Egermühle, Lederfabrik und Papierfabrik) genutzter künstlich angelegter Wasserlauf, besondere stadtentwicklungsgeschichtliche Bedeutung für Dresden und Freital | 08963896 |
|                | Wohnhaus                                             | Poisentalstraße 8 (Karte)                     | nach 1900 | Wohnhaus in Ecklage; an bildprägender Stelle, städtebauliche und baugeschichtliche Relevanz | 08963838 |
|                | Wohnhaus                                             | Poisentalstraße 9 (Karte)                     | 1899 | Wohnhaus in geschlossener Bebauung; Bestandteil einer späthistoristischen Häuserzeile von städtebaulichem und baugeschichtlichem Wert | 08963836 |
|                | Wohnhaus                                             | Poisentalstraße 11 (Karte)                    | wahrscheinlich 1899 | Wohnhaus in geschlossener Bebauung; Bestandteil einer späthistoristischen Häuserzeile von städtebaulichem und baugeschichtlichem Wert | 08963835 |
|                | Wohnhaus                                             | Poisentalstraße 13 (Karte)                    | wahrscheinlich 1899 | Wohnhaus in geschlossener Bebauung; Bestandteil einer späthistoristischen Häuserzeile von baugeschichtlichem und städtebaulichem Wert | 08963834 |
|                | Deutsche Eiche (ehem.)                               | Poisentalstraße 15 (Karte)                    | wahrscheinlich 1899 | Wohnhaus in Ecklage, mit Gaststätte gebaut; Bestandteil einer späthistoristischen Häuserzeile von baugeschichtlichem städtebaulichem Wert | 08963833 |
|                | Wohnhaus                                             | Poisentalstraße 25 (Karte)                    | 1894/95 | Wohnhaus in offener Bebauung; baugeschichtlich relevant und straßenbildprägend | 08963971 |
|                | Wohnhaus                                             | Poststraße 2 (Karte)                          | um 1905 | Wohnhaus in offener Bebauung; mit Jugendstileinflüssen, architektonisch wertvoll | 08964027 |
|                | Wohnhaus                                             | Schillerstraße 7 (Karte)                      | um 1900 | Wohnhaus in offener Bebauung; baugeschichtlich relevant | 08963970 |
|                | Wohnhaus                                             | Schillerstraße 9 (Karte)                      | um 1900 | Wohnhaus in offener Bebauung; baugeschichtlich relevant | 08963969 |
|                | Wohnhaus                                             | Schillerstraße 10 (Karte)                     | um 1900 | Wohnhaus in offener Bebauung; baugeschichtlich relevant | 08963968 |
|                | Gedenktafel                                          | Südstraße 20 (Karte)                          | nach 1945 (VdN/OdF) | Gedenktafel an den jüdischen Sozialdemokraten Kurt Heilbut | 08963751 |
|                | Mietvilla                                            | Wehrstraße 20 (Karte)                         | nach 1900 | Mietvilla; stattlicher Putzbau, baugeschichtlich relevant | 08963846 |
|                | Mietvilla                                            | Wehrstraße 27 (Karte)                         | nach 1900 | Mietvilla; baugeschichtlich relevant | 08963845 |

### Döhlen
| Bild                                    | Bezeichnung | Lage                                                 | Datierung | Beschreibung | ID       |
| --------------------------------------- | --- | ---------------------------------------------------- | --- | --- | -------- |
|                                         | OdF-Denkmal | Albert-Schweitzer-Straße (Karte)                     | 1956 (OdF-Denkmal)                                                                                               | Gedenkstein für die Opfer des Faschismus; geschichtliche und künstlerische Bedeutung | 08963938 |
| Weitere Bilder                          | Storchenbrunnen | Albert-Schweitzer-Straße 139; 141 (zwischen)         | 1938 aufgestellt (Brunnenplastik)                                                                                | Brunnenskulptur; von künstlerischer und ortsgeschichtlicher Bedeutung | 09303267 |
|                                         | Sachgesamtheit Wohnanlage Albert-Schweitzer-Straße, August-Bebel-Straße                                                                                   | August-Bebel-Straße 6; 8; 10; 12; 14; 16; 18; 20; 22 | 1930er Jahre (Wohnanlage)                                                                                        | Sachgesamtheit bestehend aus den Wohnhäusern: August-Bebel-Straße 6, 8, 10, 12, 14, 16, 18, 20, 22, Wohnhäuser Albert-Schweitzer-Straße 21, 23, 25, 27, 29, 31, 33 (alles Sachgesamtheitsteile) in offener Bebauung; geschichtliche und städtebauliche Bedeutung | 09301559 |
|                                         | Bahnhof Freital-Deuben | Bahnhofstraße 23 (Karte)                             | 1904 (Empfangsgebäude)                                                                                           | Empfangsgebäude sowie Bahnsteigüberdachung und Fußgängertunnel; weitgehend original erhaltene Bahnhofsanlage von verkehrsgeschichtlicher Relevanz | 08963876 |
|                                         | Zentral-Apotheke | Dresdner Straße 111 (Karte)                          | wahrscheinlich 1899 (Wohnhaus)                                                                                   | Wohnhaus in Ecklage; bildprägend, städtebaulich und baugeschichtlich von Bedeutung | 08963811 |
|                                         | Wohnhaus | Dresdner Straße 113 (Karte)                          | wahrscheinlich 1899 (Wohnhaus)                                                                                   | Wohnhaus in geschlossener Bebauung; städtebaulich relevanter Teil einer Häuserzeile | 08963813 |
|                                         | Wohnhaus | Dresdner Straße 115 (Karte)                          | bez. 1899 (Giebelfeld)                                                                                           | Wohnhaus in geschlossener Bebauung; trotz Veränderungen relevant, da zentraler Bestandteil einer städtebaulich prägenden Häuserzeile | 08963814 |
|                                         | Wohnhaus | Dresdner Straße 117 (Karte)                          | wahrscheinlich 1899 (Wohnhaus)                                                                                   | Wohnhaus in geschlossener Bebauung; Bestandteil einer städtebaulich relevanten Häuserzeile, gestalterische Einheit mit Nr. 119 | 08963812 |
|                                         | Wohn- und Geschäftshaus | Dresdner Straße 118, 120 (Karte)                     | um 1908 (Wohn- und Geschäftshaus)                                                                                | Wohn- und Geschäftshaus in halboffener Bebauung mit drei Eingängen (Dresdner Straße 116 kein Denkmal); im Reformstil, baugeschichtliche Bedeutung, auch städtebauliche Relevanz | 09302015 |
|                                         | Wohnhaus | Dresdner Straße 119 (Karte)                          | wahrscheinlich 1899 (Wohnhaus)                                                                                   | Wohnhaus in Ecklage; korrespondiert mit Nr. 111, bildprägend, städtebaulich und baugeschichtlich relevant | 08963810 |
|                                         | Doppelwohnhaus | Dresdner Straße 121, 123 (Karte)                     | um 1900 (Doppelwohnhaus)                                                                                         | Doppelwohnhaus in halboffener Bebauung; späthistoristische Formensprache, baugeschichtliche und städtebauliche Bedeutung | 09301616 |
|                                         | Wohnhaus | Dresdner Straße 125 (Karte)                          | um 1900 (Wohnhaus)                                                                                               | Wohnhaus in geschlossener Bebauung; u. a. baugeschichtliche Bedeutung | 08963809 |
| Weitere Bilder                          | Doppelwohnhaus | Dresdner Straße 129, 131 (Karte)                     | bez. 1938 (Giebel)                                                                                               | Doppelwohnhaus in geschlossener Bebauung, Ecklage; an städtebaulich wichtiger Stelle, hervorgehoben durch dreigeschossige Holzerker an der Giebelseite und Sgraffito, u. a. baugeschichtliche Bedeutung | 08964049 |
|                                         | Glaswerk Freital | Dresdner Straße 136 (Karte)                          | ca. 1880–1890 (Fabrikanlagenteil)                                                                                | Verwaltungs- und Belegschaftsgebäude des Glaswerkes Freital; bau- und industriegeschichtliche Relevanz | 08963892 |
|                                         | Wohnhaus | Dresdner Straße 177 (Karte)                          | zwischen 1905 und 1910 (Wohnhaus)                                                                                | Wohnhaus in geschlossener Bebauung; baugeschichtliche Relevanz | 08963939 |
|                                         | Wohnhaus | Dresdner Straße 201 (Karte)                          | bez. 1898 (Giebelaufsatz)                                                                                        | Wohnhaus in offener Bebauung; baugeschichtliche Bedeutung | 08963940 |
| Weitere Bilder                          | Allgemeine Ortskrankenkasse | Dresdner Straße 203 (Karte)                          | nach 1920 (Krankenkasse)                                                                                         | Verwaltungsgebäude; ehemalige Ortskrankenkasse, bau- und ortsgeschichtliche sowie städtebauliche Bedeutung | 08963941 |
| Weitere Bilder                          | Handels- und Gewerbeschule | Dresdner Straße 205 (Karte)                          | bez. 1924 (Giebelfeld)                                                                                           | Ehemalige Handels- und Gewerbeschule; bau- und ortsgeschichtliche sowie städtebaulich von Bedeutung | 08963942 |
| Weitere Bilder                          | Finanzamt | Dresdner Straße 207 (Karte)                          | um 1925 (Finanzamt)                                                                                              | Ehemaliges Finanzamt; bau- und ortsgeschichtlich sowie städtebaulich von Bedeutung | 08963943 |
| Weitere Bilder                          | Stadthaus | Dresdner Straße 209 (Karte)                          | wohl 1928 (Wohn- und Geschäftshaus)                                                                              | Sogenanntes Stadthaus; mit Einflüssen der Neuen Sachlichkeit, bau- und ortsgeschichtliche sowie städtebauliche Bedeutung | 08963818 |
|                                         | Kammergut Döhlen | Johann-Georg-Palitzsch-Hof 1 (Karte)                 | Kern 18. Jh. (Kammergut)                                                                                         | Ehemaliges Königliches Kammergut; ortshistorisch bedeutender Vierseithof | 08963746 |
| Direkt Bild zu diesem Denkmal hochladen | Sachgesamtheit Lutherkirche mit Kirchhof und Denkmalhalle                                                                                                 | Lutherstraße                                         | 1881-1882, bez. 1899 (Sachgesamtheit)                                                                            | Sachgesamtheit Lutherkirche mit Kirchhof und Denkmalhalle mit den Einzeldenkmalen: Pfarrkirche im neoromanischen Stil, Denkmalhalle mit Grabsteinen von 1356-1769 und Schönberg-Tempietto (siehe auch Einzeldenkmaldokument – ID-Nr 08963741) und dem Kirchhof mit Einfriedung (Sachgesamtheitsteil); baugeschichtlich und ortsgeschichtlich sowie personengeschichtlich und wissenschaftlich von Bedeutung. | 09301377 |
| Weitere Bilder                          | Lutherkirche mit Kirchhof und Denkmalhalle; Döhlener Kirche                                                                                               | Lutherstraße (Karte)                                 | 1882 (Kirche); bez. 1899 (Denkmalhalle); 1882 (Orgel); 1912 (Gemälde); 19. Jh. (Altar)                           | Einzeldenkmale der Sachgesamtheit: Kirche (mit Ausstattung), Denkmalhalle mit Grabsteinen von 1356–1769 und Schönberg-Tempietto (ID-Nr. 09301377); Pfarrkirche im neoromanischen Stil, bau- und ortsgeschichtlich sowie personengeschichtlich und wissenschaftlich von Bedeutung. | 08963741 |
|                                         | Gedenktafel „Wiener Appell“ | Lutherstraße 2 (Karte)                               | 1955 (Gedenktafel)                                                                                               | Gedenktafel „Wiener Appell“ | 08964029 |
| Weitere Bilder                          | Rathaus Döhlen (ehem.) | Lutherstraße 22 (Karte)                              | bez. 1914–1915 (Rathaus)                                                                                         | Rathaus und Brunnen; bau- und ortshistorisch sowie künstlerisch bedeutend | 08963728 |
| Weitere Bilder                          | Amtsgericht | Lutherstraße 24 (Karte)                              | Kern 1856 (Amtsgericht)                                                                                          | Ehemaliges Amtsgericht, mit flachen Anbauten und frei stehendem Gefängnis; städtebaulich, ortsgeschichtlich und baugeschichtlich von Belang | 08963727 |
| Direkt Bild zu diesem Denkmal hochladen | Inschrifttafel | Lutherstraße 29 (Karte)                              | 1872 (Inschrifttafel)                                                                                            | Inschrifttafel „Brauerei Döhlen 1872“ | 09304153 |
|                                         | Pfarrhaus | Lutherstraße 33, 33b (Karte)                         | 1752, Kern 1680 (Pfarrhaus)                                                                                      | Pfarrhaus und Seitengebäude sowie alte Hofpflasterung und Pfarrgarten mit Einfriedung; Pfarrhaus Putzbau, Seitengebäude Obergeschoss Fachwerk berbrettert, baugeschichtlich und ortsgeschichtlich von Bedeutung | 08963742 |
|                                         | Wohnstallhaus | Mittelweg 8 (Karte)                                  | 1. Hälfte 18. Jh. (Wohnstallhaus)                                                                                | Wohnstallhaus; Obergeschoss Fachwerk, hochgradig in Konstruktion und ursprünglichen Aussehen erhalten, gehört mit zur älteren erhaltenen Generation regionaltypischer Holzbauweise, baugeschichtlich von Bedeutung | 08963726 |
| Direkt Bild zu diesem Denkmal hochladen | Sachgesamtheit Friedhof Döhlen; Bergmannsgräber | Nordstraße 1                                         | 17. Jh. (Pestfriedhof); 1851-1852 (Terrassenfriedhof); 1868 (Neuer Friedhof)                                     | Sachgesamtheit Friedhof Döhlen, bestehend aus zwei Teilen 1. »Terrassenfriedhof« mit Terrassierung (Gartendenkmal), Friedhofsgärtnerhaus und Einfriedung, Jugendstil-Mausoleum der Familie von Burgk (Kriegerdenkmal 1. Weltkrieg) und vier weiteren Grabmonumenten (Einzeldenkmale) und 2. »Neuer Friedhof« mit Torbäumen und Allee (Gartendenkmale) sowie Einfriedung, neogotischer Kapelle, drei Bergmannsgräbern und 10 weiteren Grabmonumenten (Einzeldenkmale) (Einzeldenkmal ID-Nr. 08963740); geschichtlich und gartenkünstlerisch von Bedeutung. | 09301340 |
|                                         | Friedhof Döhlen | Nordstraße 1 (Karte)                                 | 1869 (Bergmannsgrab); 1876 (Bergmannsgrab); 1871 (Friedhofskapelle); nach 1918 (Kriegerdenkmal Erster Weltkrieg) | Einzeldenkmale der Sachgesamtheit Friedhof Döhlen: bestehend aus zwei Teilen, 1. »Terrassenfriedhof«: Friedhofsgärtnerhaus, Einfriedung, Jugendstil-Mausoleum der Familie von Burgk (Kriegerdenkmal 1. Weltkrieg), vier weitere Grabmonumente und 2. »Neuer Friedhof«: Einfriedung, neogotische Kapelle und 13 Grabmonumente (ID-Nr. 09301340); geschichtlich und gartenkünstlerisch von Bedeutung | 08963740 |
|                                         | Doppelwohnhaus | Platz des Friedens 1, 3 (Karte)                      | 1930er Jahre (Doppelwohnhaus)                                                                                    | Doppelwohnhaus; städtebaulich und baugeschichtlich relevant | 08964050 |
| Direkt Bild zu diesem Denkmal hochladen | Wohn- und Geschäftshaus | Potschappler Straße 2 (Karte)                        | 1912/1913 (Wohn- und Geschäftshaus)                                                                              | Wohn- und Geschäftshaus; ortsgeschichtlich und baugeschichtlich sowie sozialgeschichtlich von Bedeutung | 08963808 |
| Weitere Bilder                          | Wohnhaus | Reichardstraße 9 (Karte)                             | 1. Hälfte 19. Jh., mehrere Umbauphasen (Wohnhaus)                                                                | Wohnhaus in offener Bebauung; Obergeschoss Fachwerk, Wohnhaus der Ballonfahrerin Reichard, baugeschichtliche und personengeschichtliche Bedeutung | 08964031 |
|                                         | Fabrikantenvilla | Schachtstraße 15 (Karte)                             | 1912 (Fabrikantenvilla)                                                                                          | Fabrikantenvilla mit Garten; in vielen Details original erhalten, Reformarchitektur; architektonische und ortshistorische Bedeutung | 08964982 |
| Direkt Bild zu diesem Denkmal hochladen | Sachgesamtheitsbestandteil der Sachgesamtheit Bergbaumonumente Freital; Königlich Sächsische Steinkohlenwerke Zauckerode (ehem.) - Königin-Carola-Schacht | Schachtstraße 23                                     | 1872-1876 (Bergbauanlage)                                                                                        | Sachgesamtheitsbestandteil der Sachgesamtheit Bergbaumonumente Freital im OT Döhlen mit folgenden Einzeldenkmalen: Königlich Sächsische Steinkohlenwerke Zauckerode (ehem.) - Restgebäude des ehemaligen Königin-Carola-Schachtes, bestehend aus a) dem Kesselhaus mit elektrischer Kraftzentrale, b) dem parallel zur optisch abgewandten Seite des Kesselhauses aufgeführten Gebäude (vermutlich frühere Lampenstube), c) dem Fördermaschinenhaus des Schachtes 2 und d) dem früheren Beamtenwohnhaus, e) einschl. der sich in südwestlicher Richtung anschließenden Schachthalde (Einzeldenkmal ID-Nr. 08963932). (Siehe auch Sachgesamtheitsliste der Stadt Freital, OT Burgk – ID-Nr. 09303858); wichtige und in ihrem äußeren Erscheinungsbild weitgehend original erhaltene Sachzeugnisse einer einst bedeutenden Schachtanlage. | 09303861 |
| Direkt Bild zu diesem Denkmal hochladen | Königlich Sächsische Steinkohlenwerke Zauckerode (ehem.) – Königin-Carola-Schacht; Paul-Berndt-Grube; Bergbaumonumente Freital                            | Schachtstraße 23                                     | 1872–1876 (Schacht)                                                                                              | Einzeldenkmale der Sachgesamtheit Bergbaumonumente Freital im OT Döhlen: Restgebäude des ehemaligen Königin-Carola-Schachtes, bestehend aus a) dem Kesselhaus mit elektrischer Kraftzentrale, b) dem parallel zur optisch abgewandten Seite des Kesselhauses aufgeführten Gebäude (vermutlich frühere Lampenstube), c) dem Fördermaschinenhaus des Schachtes 2 und d) dem früheren Beamtenwohnhaus, e) einschließlich der sich in südwestlicher Richtung anschließenden Schachthalde (siehe auch Sachgesamtheitsliste Stadt Freital, OT Döhlen – ID-Nr. 09303861); wichtige und in ihrem äußeren Erscheinungsbild weitgehend original erhaltene Sachzeugnisse einer einst bedeutenden Schachtanlage | 08963932 |
|                                         | Wohnhaus | Schulweg 1 (Karte)                                   | um 1800 (Wohnhaus)                                                                                               | Wohnhaus; Obergeschoss Fachwerk, Relikt ländlicher Holzbauweise in verändertem Kontext, baugeschichtliche Bedeutung | 08963745 |
|                                         | Schillerschule | Schulweg 2 (Karte)                                   | um 1905 (Schule)                                                                                                 | Schule und Wandbilder am Anbau aus DDR-Zeit; architektonische, ortsbildrelevante und ortshistorische Bedeutung, die Wandbilder z. T. auch künstlerische Relevanz | 08963744 |
|                                         | Wirtschaftsgebäude | Weißiger Straße 60 (Karte)                           | um 1900 (Seitengebäude)                                                                                          | Wirtschaftsgebäude; Holzkonstruktion, Relikt ländlicher Bauweise in städtischem Kontext, einziges erhaltenes Gebäude Freitals mit Bohlenbinderdach, baugeschichtlich von Bedeutung | 08964990 |

### Hainsberg
| Bild                                    | Bezeichnung                                                                            | Lage                                                         | Datierung | Beschreibung | ID       |
| --------------------------------------- | -------------------------------------------------------------------------------------- | ------------------------------------------------------------ | --- | --- | -------- |
|                                         | Arbeiterwohnhäuser                                                                     | An der Kleinbahn 4, 6, 8, 10, 12, 14, 16, 18, 20, 22 (Karte) | vor 1900 (Arbeiterwohnhaus) | Vier Arbeiterwohnhäuser (drei Doppelhäuser, im Hof ein 4-Eingänge-Haus); im Kontext zum Buntgarnwerk, sozialhistorisch wichtiges Ensemble (siehe auch An der Spinnerei 1–7) | 08963890 |
|                                         | Weißeritztalbahn; Haltepunkt Freital-Coßmannsdorf                                      | An der Kleinbahn 6 (gegenüber) (Karte)                       | 1930 (HP Freital Coßmannsdorf) | Einzeldenkmale der Sachgesamtheit Weißeritztalbahn, Teilabschnitt Freital, OT Hainsberg – Rabenau, OT Rabenau, davon auf der Gemarkung Coßmannsdorf (Gemeinde Freital, OT Hainsberg): Haltepunkt Freital-Coßmannsdorf mit dem Wartehäuschen sowie davon gemeinde- und gemarkungsübergreifend teilweise auf Gemarkung Coßmannsdorf (Gemeinde Freital, OT Hainsberg) und teilweise auf Gemarkung Rabenau (Gemeinde Rabenau, OT Rabenau): zwei Naturstein-Bogenbrücken (siehe auch Sachgesamtheitsliste, Gemeinde Freital, OT Hainsberg – ID-Nr. 09301531, siehe auch den dazugehörigen Teil in der Sachgesamtheitsliste, OT Rabenau – ID-Nr. 09301550 und in der Einzeldenkmalliste, OT Rabenau – ID-Nr. 09301553); Eisenbahnanlagenteile von geschichtlichem, wissenschaftlich-dokumentarischem, landschaftsgestaltendem sowie Seltenheitswert | 09304221 |
|                                         | Arbeiterwohnhäuser                                                                     | An der Spinnerei 1, 2, 3, 4, 5, 6, 7 (Karte)                 | vor 1900 (Arbeiterwohnhaus) | Vier Arbeiterwohnhäuser (drei Doppelhäuser und Eckgebäude); im Kontext zum Buntgarnwerk, sozialhistorisch wichtiges Ensemble (siehe auch An der Kleinbahn 4–22, nur gerade Zahlen) | 08963889 |
| Weitere Bilder                          | Buntgarnwerke; Woll-Spinnerei (ehem.)                                                  | An der Spinnerei 8 (Karte)                                   | 1880 (Spinnerei); 1920er Jahre (Verwaltungsgebäude 1); 1930er Jahre (Verwaltungsgebäude 2)                                                                                   | Spinnereihallen und Verwaltungstrakt; von baugeschichtlicher und besonderer ortsgeschichtlicher Bedeutung | 08963888 |
| Direkt Bild zu diesem Denkmal hochladen | Sachgesamtheit Weißeritztalbahn                                                        | Dresdner Straße 280                                          | 2. Hälfte 19. Jh. - 1. Hälfte 20. Jh. (Eisenbahnanlage) | Sachgesamtheit Weißeritztalbahn mit Gleiskörper (Sachgesamtheitsteile), mit folgenden Einzeldenkmale zum Teilabschnitt Freital, OT Hainsberg: Bahnhof Freital-Hainsberg mit diversen Gebäuden und Geräten, sowie bewegliche Denkmale wie Lokomotiven, Reisezugwagen, Güterwagen, Schneepflug und Schmalspurdraisine (Technische Denkmale). | 09301531 |
| Weitere Bilder                          | Bahnhof Freital-Hainsberg                                                              | Dresdner Straße 280 (Karte)                                  | 1905 (Bahnhof) | Einzeldenkmale der Sachgesamtheit Weißeritztalbahn, Teilabschnitt Freital, OT Hainsberg: Bahnhof Freital-Hainsberg mit diversen Gebäuden und Geräten, mit dem Wartehäuschen, Wasserkran, Lokschuppen, Lager, Kohlekran, Zugleitergebäude, Stellwerk sowie bewegliche Denkmale wie Lokomotiven, Reisezugwagen, Güterwagen, Schneepflug und Schmalspurdraisine (Technische Denkmale) (siehe auch Sachgesamtheitsliste, Gemeinde Freital, OT Hainsberg – ID-Nr. 09301531); Eisenbahnanlagenteile von geschichtlichem, wissenschaftlich-dokumentarischem, landschaftsgestaltendem sowie Seltenheitswert. | 09301532 |
|                                         | Villenartiges Wohnhaus                                                                 | Dresdner Straße 286 (Karte)                                  | vor 1900 (Wohnhaus) | Wohnhaus in offener Bebauung; villenartiges Wohnhaus mit Anklängen an den Schweizerstil; Kontext zur Papierfabrik, bau- und ortsgeschichtliche Bedeutung | 08963753 |
| Weitere Bilder                          | Fabrikantenvilla                                                                       | Dresdner Straße 288 (Karte)                                  | vor 1900 (Fabrikantenvilla) | Fabrikantenvilla mit Anklängen an den Schweizerstil, im Giebel Nische mit weiblicher allegorischer Figur; Kontext zur Papierfabrik, bau- und ortsgeschichtliche Bedeutung | 08963754 |
| Weitere Bilder                          | Schmelztiegelwerk                                                                      | Dresdner Straße 305 (Karte)                                  | 2. Hälfte 19. Jh. (Fabrikanlagenteil) | Fabrikanlage: zwei Produktionsgebäude der alten Schmelztiegelfabrik; Zeugnis der frühen Hochzeit der Industrialisierung Freitals; industrie- und ortsgeschichtliche Bedeutung, besonders im Kontext mit der Thodeschen Papierfabrik und dem ältesten Bereich der Rotfärberei (Dresdner Straße 338) von technikhistorischer Relevanz | 08963908 |
|                                         | Papierfabrik Freital; Thodesche Papierfabrik                                           | Dresdner Straße 321 (Karte)                                  | 1864 (Arbeiterwohnhaus) | Zwei Produktionsgebäude parallel zur Weißeritz (am nördlichen Ende des Flurstücks) und das im Schweizerstil aufgeführte Wohnhaus für Betriebsangehörige als Reste der ehemaligen Papierfabrik; wichtige Zeugnisse der Freitaler Industrie und im Kontext mit der Römerschen Rotgarn-Färberei und dem späteren Schmelztiegelwerk industriegeschichtlich und städtebaulich von Bedeutung | 08963904 |
| Weitere Bilder                          | Weißeritz-Mühlgraben                                                                   | Dresdner Straße 321 (bei)                                    | 15. Jh. (Mühlgraben) | Mühlgraben mit zwei Wehren; Gesamtanlage des von mehreren anliegenden Produktionsstätten (insbesondere Egermühle, Lederfabrik und Papierfabrik) genutzter künstlich angelegter Wasserlauf, besondere stadtentwicklungsgeschichtliche Bedeutung für Dresden und Freital. | 08963896 |
|                                         | Römer'sche Rotgarnfärberei                                                             | Dresdner Straße 325 (Karte)                                  | 1836 (Textilindustrie) | Kern der Römer'schen Rotfärberei; in ländlichen Architekturformen (ehem. Dreiseithof), historisches Aussehen weitgehend erhalten, ortsgeschichtlich und industriegeschichtlich von Bedeutung. Zwei im rechten Winkel zueinander stehende verputzte Feldsteinbauten mit Lochfassaden und Sandsteingewänden, einer mit Krüppelwalmdach, sind der ländlich anmutende Rest des ehemaligen Dreiseithofes der Türkischrot-Garnfärberei, die 1836 von den Brüdern Römer gegründet wurde. Ehemals gab es hohe Mansarddächer mit Trockenfunktion. Die Färberei gehört zu den ältesten Industriestandorten im Freitaler Raum, vorhanden bereits vor Einführung der Eisenbahn und eine der ersten hiesigen Produktionsstätten, die über die bloße Funktion einer Mühle hinausgingen. Bis 1868 wurden über zehn Millionen Pfund Garn gefärbt und in viele Länder exportiert. Neue Produktionsverfahren ließen das Werk nach 1880 untergehen, so dass die bestehenden Anlagen für eine Schmelztiegelfabrik umgenutzt wurden. Einige Gebäude der Papierfabrik gehörten ursprünglich vermutlich auch zur Färberei. Orts- und industriegeschichtliche Relevanz, technisches Denkmal von Seltenheitswert; zum Teil abgebrochen, Rest bedroht (LfD/2012). | 08963907 |
|                                         | Villa                                                                                  | Freier Blick 15 (Karte)                                      | um 1880 (Villa) | Villa; im Schweizerstil, u. a. baugeschichtliche Bedeutung | 08964025 |
|                                         | Rathaus Hainsberg (ehem.)                                                              | Hainsberger Straße 1 (Karte)                                 | 1913 (Rathaus) | Rathaus; im Reformstil, ortshistorisch und architektonisch von Belang. Das Rathaus Coßmannsdorf ist ein vielteiliges, im Sinne des Reformstils 1913 durch den bekannten Dresdner Architekten Arthur Bohlig errichtetes Gebäude mit guter Aufrisslinie und erkennbarem Erlwein-Einfluss. Das in offener Bebauung stehende zwei- bis viergeschossige Putzgebäude hat einen unregelmäßigen Grundriss; der Hauptbaukörper mit steilem, recht tief heruntergezogenen Satteldach mit Reiter (dort Uhr und geschweifte Haube) ist durch horizontale Putzbänder gegliedert und hat an seiner Ostseite einen hölzernen Balkon; an diesen Körper schließt sich im rechten Winkel nach Westen ein niedrigerer (zweigeschossiger) Bau mit stehenden Gaupen an; das Scharnier bildet ein schmaler Risalit, der dreigeschossig und mit Bekrönung auffällig (neo-)barock gestaltet ist und den überdachten, ornamental betonten und mit schönen Türblättern versehenen Haupteingang aufnimmt. Hier findet sich eine zweibogige Arkatur mit dicken ionischen Säulen; von Georg Türke stammt die an mehreren Stellen vorhandene Sandstein - Bauplastik, eine Eule, eine Sonnenuhr und an der südöstlichen Hausecke eine Figur mit Symbolen des Textilhandwerks (als Hinweis auf die nahe Buntgarnfabrik). Ortsgeschichtliche und besondere baugeschichtliche sowie künstlerische Bedeutung (LfD/2012). | 08963765 |
| Weitere Bilder                          | Doppel-Wohnhaus                                                                        | Hainsberger Straße 2 (Karte)                                 | 1910er Jahre (Doppelwohnhaus) | Doppel-Wohnhaus; baugeschichtlich und städtebaulich von Interesse | 08963766 |
| Weitere Bilder                          | Wohnhaus                                                                               | Hainsberger Straße 28 (Karte)                                | um 1910 (Wohnhaus) | Wohnhaus in offener Bebauung; baugeschichtliche Bedeutung | 08963760 |
|                                         | Gedenkstätte für Johannes May                                                          | Kirchstraße 1 (bei) (Karte)                                  | nach 1945 (Gedenktafel) | Gedenkstätte für Johannes May (1906–1943) | 08964983 |
|                                         | Wohnhaus                                                                               | Kirchstraße 2 (Karte)                                        | 1920er Jahre (Wohnhaus) | Wohnhaus in offener Bebauung; u. a. baugeschichtliche Bedeutung | 08963758 |
|                                         | Wohnhaus                                                                               | Kirchstraße 4 (Karte)                                        | 1920er Jahre (Wohnhaus) | Wohnhaus in offener Bebauung; baugeschichtliche Bedeutung | 08963759 |
| Direkt Bild zu diesem Denkmal hochladen | Sachgesamtheit Hoffnungskirche mit Kirchhof und Torhaus                                | Kirchstraße 10                                               | 1899-1901 (Sachgesamtheit); 1899-1901 (Kirchhof) | Sachgesamtheit Hoffnungskirche mit Kirchhof und Torhaus mit folgenden Einzeldenkmalen: Hoffnungskirche, Torhaus und 4 Grabanlagen (Einzeldenkmal ID-Nr. 08963756) und dem Gartendenkmal Kirchhof mit Kirchhofsgestaltung sowie Allee und Solitärbäume; geschichtlich, künstlerisch und städtebaulich von Bedeutung, Wandmalerei und Fenster der Kirche überregional künstlerisch von Bedeutung. | 09301378 |
| Weitere Bilder                          | Hoffnungskirche                                                                        | Kirchstraße 10 (Karte)                                       | bez. 1900-1901 (Kirche); bez. 1900-1901 (Kirchenausgestaltung); 1901 (Orgel); bez. 1899 (Torhaus)                                                                            | Einzeldenkmale der Sachgesamtheit: Hoffnungskirche, Torhaus und 4 Grabanlagen (Sachgesamtheit ID-Nr. 09301378); geschichtlich, künstlerisch und städtebaulich von Bedeutung, Wandmalerei und Fenster der Kirche überregional künstlerisch von Bedeutung. | 08963756 |
|                                         | Pfarrhaus                                                                              | Kirchstraße 12 (Karte)                                       | um 1910 (Pfarrhaus) | Pfarrhaus; Gebäude im Reformstil, baugeschichtlich von Bedeutung | 09303632 |
| Direkt Bild zu diesem Denkmal hochladen | Sachgesamtheit Heilsberger Freigut (sog. Engländerei) mit Park (sog. Heilsberger Park) | Leitenweg 2a                                                 | um 1840 (Villa); ab 1793 (Gutspark); 1793 bis ca. 1840 (Sachgesamtheit) | Sachgesamtheit Heilsberger Freigut (sog. Engländerei) mit Park (sog. Heilsberger Park): Herrenhaus, Gedenkstein und historische Wasserstelle (alles Einzeldenkmale, Einzeldenkmal ID-Nr 08963769, gleiche Adresse) und Park im landschaftlichen Stil (Baumgruppen und Solitärbäume, Gartendenkmale); bau- und ortsgeschichtlich sowie gartenkünstlerisch und gartenhistorisch von Bedeutung. | 09301386 |
|                                         | Heilsberger Freigut (sog. Engländerei) mit Park (sog. Heilsberger Park)                | Leitenweg 2a (Karte)                                         | um 1840 (Villa); 1793 (Gedenkstein) | Einzeldenkmale der Sachgesamtheit Heilsberger Freigut: Herrenhaus, Gedenkstein und historische Wasserstelle (Sachgesamtheit ID-Nr 09301386); bau- und ortsgeschichtlich sowie gartenkünstlerisch und gartenhistorisch von Bedeutung. | 08963769 |
|                                         | Doppelwohnhaus                                                                         | Oberhausener Straße 17, 19 (Karte)                           | 1909 (Siedlungshaus) | Doppelwohnhaus einer Werkssiedlung; im Reformstil, einziges noch authentisch erhalten gebliebenes Wohnhaus der Siedlung, Architekt: Oswin Hempel, Dresden, baugeschichtlich und sozialgeschichtlich sowie stadtentwicklungsgeschichtlich von Bedeutung | 09303633 |
|                                         | Wohnhaus                                                                               | Obernaundorfer Straße 5 (Karte)                              | nach 1700 (Wohnhaus) | Wohnhaus; Obergeschoss Fachwerk, älteste Generation noch erhaltener Holzbauweise, baugeschichtliche Bedeutung | 08963764 |
| Weitere Bilder                          | Rollmopsschänke                                                                        | Rabenauer Fußweg 2 (Karte)                                   | 18. Jh. (Gasthaus); bez. 1797 (Inschrifttafel); 1937 (Stube) | Gasthaus, mit Sandsteintafel; ältere erhaltene Generation ländlicher Bauweise, Obergeschoss und zum Teil Erdgeschoss Fachwerk, baugeschichtlich und ortsgeschichtlich von Bedeutung. Gasthaus "Rollmopsschänke" mit Fachwerkkonstruktion, zum Teil auch im Erdgeschoss, Stockwerksbau mit K-Streben, alle Fenster in originaler Größe, Giebel später ausgemauert, Satteldach als Frackdach, Muldenfalzziegel; späteres hölzernes Eingangshäuschen, Sandsteintafel mit Spruch bez.1797; innen handwerklich gute Stube von 1937; Kern des Hauses 17. Jahrhundert, damit zusammen mit unmittelbar benachbarten Eckersdorfer Drescherhäusern und Gebäuden in Zschiedge, älteste im Freitaler Raum noch existente Generation regionaltypischer Holzbauweise. Von bau- und ortsgeschichtlicher Bedeutung (LfD/2012). | 08963761 |
| Direkt Bild zu diesem Denkmal hochladen | Ehemaliges Drescherhaus                                                                | Rabenauer Fußweg 7 (Karte)                                   | um 1700 (Wohnhaus) | Ehemaliges Drescherhaus; Obergeschoss Fachwerk verputzt, Bestandteil des alten Kerns von Eckersdorf, Relikt ländlicher Holzbauweise, baugeschichtliche Bedeutung | 08963763 |
| Weitere Bilder                          | Wasserkraftwerk                                                                        | Rabenauer Grund 1 (Karte)                                    | 1911/1912 (Wasserkraftwerk) | Wasserkraftwerk; technisches Denkmal | 08963724 |
| Weitere Bilder                          | Felstunnel Nadelöhr                                                                    | Rabenauer Grund (Karte)                                      | 1834 (Straßentunnel) | Felstunnel; ortsgeschichtliche Bedeutung | 08960520 |
| Weitere Bilder                          | Glasdrahtfabrik                                                                        | Rabenauer Straße 8 (Karte)                                   | 1906 (Fabrikgebäude) | Produktionsgebäude des früheren Glasdrahtwerkes; technik- und regionalgeschichtliche Relevanz durch industrielle Nutzung eines historischen Mühlenstandortes | 08963909 |
|                                         | Wohnhaus                                                                               | Rabenauer Straße 19 (Karte)                                  | 2. Hälfte 19. Jh. (Bauernhaus) | Wohnhaus eines ehemaligen Bauernhofes; Relikt ländlicher Architektur in gewandelter Umgebung, baugeschichtlich von Bedeutung | 08963757 |
|                                         | Zwei Gebäude des ehem. Allodgutes                                                      | Rabenauer Straße 46 (Karte)                                  | wahrscheinlich Ende 17. Jh. (Wirtschaftsgebäude) | Zwei massive Gebäude des ehemaligen Allodgutes; bau- und lokalhistorische Bedeutung | 08963762 |
| Weitere Bilder                          | Villa Wolf                                                                             | Somsdorfer Straße 1a (Karte)                                 | 1912–1913 (Fabrikantenvilla) | Fabrikantenvilla mit Verbindungs- und Garagenbau, Einfriedung und zwei Doppelreihen Linden als Reste des Gartens; im Reformstil, ortshistorisch und architektonisch bedeutend | 08963767 |
| Weitere Bilder                          | Villa                                                                                  | Somsdorfer Straße 2 (Karte)                                  | um 1880 (Villa) | Villa mit Park und Einfriedung; von baugeschichtlicher und gartenkünstlerischer Bedeutung | 08964100 |
| Weitere Bilder                          | Walzenmühle; Walzmühle; Mittagsmühle; Somsdorfer Mühle                                 | Somsdorfer Straße 4, 4a (Karte)                              | nach 1948, nach Brand neu errichtet (Mühle); 1762 im Kern (Wohnhaus); 2. Hälfte 19. Jh. (Obermüllerwohnhaus); um 1880 (östlicher Speicher); 2. Hälfte 19. Jh. (Mehlspeicher) | Hofartiges Gebäudeensemble einer früheren Mühle, bestehend aus dem zur Straße giebelständigen Wohnhaus, dem 1948 nach einem Brand neu errichteten viergeschossigen Mühlengebäude, dem sich in östlicher Richtung anschließenden Speicher, dem in westlicher Richtung angeordneten dreigeschossigen Mehlspeicher und dem Obermüllerwohnhaus (Nr. 4a), einschließlich der vorhandenen mühlentechnischen Ausstattung (Walzenstühle, Transmission) und der wassertechnischen Anlage (Mühlgraben, Turbine, Wehr), bedeutender kleinerer Industriemühlen-Komplex, der auf eindrucksvolle Weise anhand verschiedener Bauepochen die mühlentechnische Entwicklung erkennen lässt | 08963902 |
| Weitere Bilder                          | Zum Rabenauer Grund                                                                    | Somsdorfer Straße 6 (Karte)                                  | bez. 1836, wahrscheinlich aber Kern 18. Jh. (Gasthaus) | Gasthaus; Obergeschoss Fachwerk, baugeschichtlich und ortsgeschichtlich von Bedeutung | 08964024 |
|                                         | Fabrikantenvilla                                                                       | Südstraße 16, 16a (Karte)                                    | um 1920 (Villa) | Fabrikantenvilla mit Einfriedung und ehem. Produktionsgebäude im Reformstil; u. a. baugeschichtlich und wirtschaftsgeschichtlich von Bedeutung | 08963748 |
|                                         | Wohnhaus                                                                               | Südstraße 19 (Karte)                                         | um 1900 (Wohnhaus) | Wohnhaus in offener Bebauung; baugeschichtlich relevant | 08960508 |
| Direkt Bild zu diesem Denkmal hochladen | Inschrift am Backofenfelsen                                                            | Tharandter Straße (Karte)                                    | 1752 (Inschrifttafel) | Inschrift am Backofenfelsen | 08960519 |
|                                         | Villa                                                                                  | Weinbergstraße 4 (Karte)                                     | zwischen 1905 und 1910 (Villa) | Villa; u. a. baugeschichtliche Bedeutung | 08963750 |
| Weitere Bilder                          | Villa                                                                                  | Weinbergstraße 6 (Karte)                                     | um 1900 (Villa) | Villa; u. a. baugeschichtliche Bedeutung | 08963749 |
|                                         | Gedenkstein                                                                            | Weißeritzgäßchen (Karte)                                     | 1934 (Gedenkstein) | Gedenkstein; der auf Mühle (1547) verweist »G. R. Mehnert, 1934«, ortsgeschichtlich von Bedeutung | 08960524 |

### Kleinnaundorf
| Bild                                    | Bezeichnung | Lage                         | Datierung | Beschreibung | ID       |
| --------------------------------------- | --- | ---------------------------- | --- | --- | -------- |
|                                         | Windbergbahn | (Karte)                      | 1855 (Gewölbedurchlässe und -brücken); 1855–1894 (Nullmeterstein); 1907 (Empfangsgebäude); 1907 (Wartehalle) | Einzeldenkmale der Sachgesamtheit Windbergbahn, Teilabschnitt Freital, OT Kleinnaundorf: Haltepunkt mit Empfangsgebäude (Wartehalle mit Bahndienstraum und Freiabtritt km 8,314), Eisenbahnbrücke (km 8,20, Friedensstraße), Eisenbahnbrücke (km 8,609, Steigerstraße), Eisenbahnbrücke (km 7,303 Kohlenstraße), Eisenbahnbrücke (km 7,9, Kohlenstraße), Durchlass (Meßweg km 6,73) und Kohlenbahnwechselstelle: Postenhaus 77 mit Nebengebäude (Bahnhaus 43, km 7,866) (siehe Sachgesamtheitsliste, OT Kleinnaundorf – ID-Nr. 09301627); weitestgehend original erhaltene Brückenbauwerke sowie Hochbauten der technisch herausragenden, singulären Gebirgsstrecke Windbergbahn, Postenhaus wichtiges Zeugnis der ersten Nutzungsphase als Albertsbahn (bis 1906, Streckenbahnhof) als Abzweigstelle zum wirtschaftlich bedeutenden Windbergschacht, von industriegeschichtlicher und eisenbahngeschichtlicher Bedeutung | 09301630 |
| Direkt Bild zu diesem Denkmal hochladen | Sachgesamtheitsbestandteil der Sachgesamtheit Bergbaumonumente Freital; Baron von Burgk Freiherrliche Werke Freital (ehem.) - Segen-Gottes-Schacht | Am Segen                     | 2. Hälfte 19. Jh. (Bergbauanlagenteil); 1869 (Grablege)                                                      | Sachgesamtheitsbestandteil der Sachgesamtheit Bergbaumonumente Freital im OT Kleinnaundorf mit folgenden Einzeldenkmalen: 1. Steigerhaus (Nr. 2) und Kompressorenstation (neben Nr. 3) als Restgebäude des früheren Segen-Gottes-Schachtes (Einzeldenkmal ID-Nr.08963923) und 2. Bergmannsgrab: Denkmal für die Opfer des Grubenunglücks von 1869 mit umgebender Anlage (Gartendenkmal) in unmittelbarer Nähe des Geländes des Segen-Gottes-Schachtes (Einzeldenkmal ID-Nr. 08963924) (siehe auch Sachgesamtheitsliste Stadt Freital, OT Burgk – ID-Nr. 09303858); besondere ortsgeschichtliche und bergbaugeschichtliche Bedeutung. | 09303862 |
| Weitere Bilder                          | Bergmannsgrab | Am Segen 2, 3 (bei) (Karte)  | 1870 (Bergbauanlage); nach 1869 (Denkmal); 1856–1916 in Betrieb (Schacht)                                    | Einzeldenkmal der Sachgesamtheit Bergbaumonumente Freital im OT Kleinnaundorf: Denkmal für die Opfer des Grubenunglücks von 1869 mit umgebender Anlage in unmittelbarer Nähe des Geländes des Segen-Gottes-Schachtes (siehe auch Sachgesamtheitsliste Stadt Freital, OT Kleinnaundorf – ID-Nr. 09303862); ortsgeschichtliche und bergbaugeschichtliche Bedeutung | 08963924 |
| Direkt Bild zu diesem Denkmal hochladen | Steigerhaus und Kompressorenstation | Am Segen 2, 3 (neben)        | | Einzeldenkmale der Sachgesamtheit Bergbaumonumente Freital im OT Kleinnaundorf: Steigerhaus (Nr. 2) und Kompressorenstation (neben Nr. 3) des früheren Segen-Gottes-Schachtes (siehe auch Sachgesamtheitsliste Stadt Freital, OT Kleinnaundorf – ID-Nr. 09303862); bergbaugeschichtliche Relevanz, bildet mit Bergmannsgrab ein Ensemble | 08963923 |
| Direkt Bild zu diesem Denkmal hochladen | Wohnhaus in offener Bebauung | Feldstraße 1 (Karte)         | bez. 1846 Inschriftfeld über Eingangsportal (Wohnhaus)                                                       | Wohnhaus in offener Bebauung; ortsbildprägende Kubatur in repräsentativer, erhöhter Hanglage, von baugeschichtlicher Bedeutung | 09307276 |
|                                         | Kriegerdenkmal Erster Weltkrieg | Friedensstraße (Karte)       | nach 1918 (Kriegerdenkmal)                                                                                   | Kriegerdenkmal Erster Weltkrieg und Gedenkstein »Befreiung 8.5.45«; gestaltete Anlage, ortsgeschichtlich von Bedeutung | 08964003 |
|                                         | Türgewände | Glockenplatz 27 (Karte)      | bez. 1834 (Gebäudeteil)                                                                                      | Türgewände | 08960555 |
| Weitere Bilder                          | Türgewände | Glockenplatz 28 (Karte)      | bez. 1834 (Gebäudeteil)                                                                                      | Türgewände | 08960554 |
| Weitere Bilder                          | Wohnhaus | Glockenplatz 29 (Karte)      | bez. 1834 Türgewände (Wohnhaus)                                                                              | Wohnhaus in offener Bebauung; Strukturbestandteil des städtebaulich wertvollen Platzensembles | 08960553 |
| Weitere Bilder                          | Wohnstallhaus | Glockenplatz 32 (Karte)      | bez. 1780, Seitengebäude, später (Bauernhaus)                                                                | Wohnstallhaus, Auszugshaus und Seitengebäude eines Dreiseithofes, mit Resten einer Toranlage; Fachwerkbauten, hochgradig in Struktur und Aussehen erhalten, baugeschichtliche und städtebauliche Bedeutung | 08964015 |
| Weitere Bilder                          | Wohnhaus | Glockenplatz 33, 33a (Karte) | 1. Hälfte 19. Jh. (Bauernhof)                                                                                | Wohnhaus und zwei Seitengebäude eines Dreiseithofes; Bauernhaus Obergeschoss zum Teil Fachwerk, strukturprägend, baugeschichtlich von Bedeutung | 08964014 |
|                                         | Wohnhaus | Glockenplatz 34 (Karte)      | um 1800 (Wohnhaus)                                                                                           | Wohnhaus; Obergeschoss Fachwerk, baugeschichtliche und städtebauliche Bedeutung | 08964018 |
|                                         | Wohnhaus | Kaitzbachstraße 3 (Karte)    | 18. Jh. Und später (Wohnhaus)                                                                                | Wohnhaus; Obergeschoss Fachwerk, u. a. baugeschichtliche Bedeutung | 08964011 |
| Direkt Bild zu diesem Denkmal hochladen | Sachgesamtheitsbestandteil der Sachgesamtheit Windbergbahn, Teilabschnitt Freital, OT Kleinnaundor                                                 | Meßweg                       | 1855-1856 (Eisenbahnanlage)                                                                                  | Sachgesamtheitsbestandteil der Sachgesamtheit Windbergbahn, Teilabschnitt Freital, OT Kleinnaundorf mit den Einzeldenkmalen: Haltepunkt mit Empfangsgebäude (Wartehalle mit Bahndienstraum und Freiabtritt km 8,314), Eisenbahnbrücke (km 8,20, Friedensstraße), Eisenbahnbrücke (km 8,609, Steigerstraße), Eisenbahnbrücke (km 7,303 Kohlenstraße), Eisenbahnbrücke (km 7,9, Kohlenstraße), Durchlass (Messweg km 6,73) und Kohlenbahnwechselstelle: Postenhaus 77 mit Nebengebäude (Bahnhaus 43) und dem Sachgesamtheitsteil Streckenverlauf (ID-Nr. 09301623); Sachgesamtheit mit allen Bahnanlagen, darunter Gleisanlagen mit Unter- und Oberbau, Streckenkilometrierung, Fernmelde- und Signalanlagen, Bahnstationen einschl. aller Funktionsbauten, Wärterhäuschen, Brücken und Durchlässen in den Gemeinden Freital (OT Potschappel, Birkigt, Burgk und Kleinnaundorf), Bannewitz (OT Bannewitz, Boderitz, Cunnersdorf, Hänichen und Possendorf) und Dresden (OT Gittersee), technisch herausragende, singuläre Gebirgsstrecke aus der Frühzeit der Eisenbahngeschichte zum Transport der im Freitaler Revier abgebauten Steinkohle und Anbindung der hiesigen Industrie von industriegeschichtlicher und eisenbahngeschichtlicher Bedeutung. | 09301627 |
|                                         | Wegestein | Steigerstraße (Karte)        | bez. 1837 (Wegestein)                                                                                        | Wegestein; verkehrsgeschichtlich von Bedeutung | 08964013 |
| Direkt Bild zu diesem Denkmal hochladen | Sachgesamtheit Friedhof Kleinnaundorf mit Feierhalle                                                                                               | Steigerstraße                | | Sachgesamtheit mit den Einzeldenkmalen: Feierhalle und Einfriedung (Einzeldenkmal ID-Nr 09301374) und dem Friedhof (Gartendenkmal). | 09301375 |
|                                         | Friedhof Kleinnaundorf mit Feierhalle | Steigerstraße (Karte)        | Feierhalle bez. 1950                                                                                         | Einzeldenkmale der Sachgesamtheit: Feierhalle, Aufbahrungshaus und Einfriedung (Sachgesamtheit ID-Nr. 09301375, gleiche Anschrift); baugeschichtlich von Bedeutung | 09301374 |
| Weitere Bilder                          | Wohnhaus | Steigerstraße 5 (Karte)      | bez. 1853 (Türgewände), Kern aber wahrscheinlich älter                                                       | Wohnhaus; Obergeschoss Fachwerk, baugeschichtliche Bedeutung | 08964012 |
| Weitere Bilder                          | Schulgebäude | Steigerstraße 14 (Karte)     | bez. 1893 (Dachreiter)                                                                                       | Schulgebäude; bau- und ortshistorische Bedeutung | 08964009 |
| Weitere Bilder                          | Ehemalige Schule | Steigerstraße 16 (Karte)     | um 1860 (Schule)                                                                                             | Ehemalige Schule; bau- und ortshistorisch von Bedeutung | 08964010 |
| Weitere Bilder                          | Wohnhaus | Steigerstraße 24 (Karte)     | 1. Hälfte 19. Jh. (Wohnhaus)                                                                                 | Wohnhaus; mit Resten von Fachwerk, Bestandteil der Ortskernbebauung, baugeschichtlich von Bedeutung | 08964006 |
|                                         | Pumpstation | Steinbruchstraße (Karte)     | um 1910 (Pumpenhaus)                                                                                         | Pumpstation; technikgeschichtlich von Bedeutung | 08964019 |

### Niederhäslich
| Bild                                    | Bezeichnung                                                                                    | Lage                                    | Datierung                                                                                     | Beschreibung | ID       |
| --------------------------------------- | ---------------------------------------------------------------------------------------------- | --------------------------------------- | --------------------------------------------------------------------------------------------- | --- | -------- |
| Direkt Bild zu diesem Denkmal hochladen | Baron von Burgk Freiherrliche Werke Freital (ehem.); Bergbaumonumente Freital (Sachgesamtheit) | Niederhäslich (Karte)                   | Mitte 19. Jahrhundert (Bergbauanlagenteil)                                                    | Sachgesamtheitsbestandteil der Sachgesamtheit Bergbaumonumente Freital im OT Niederhäslich mit folgenden Einzeldenkmalen: 1. Restgebäude des früheren Augustus-Schachtes, 2. Mundloch der zum früheren Segen-Gottes-Schacht gehörenden Rösche, einschließlich der noch vorhandenen untertägigen Stollenanlagen (siehe Einzeldenkmalliste - ID-Nr. 08963925) (siehe auch Sachgesamtheitsliste Stadt Freital, OT Burgk - ID-Nr. 09303858); bergbaugeschichtlich und ortshistorisch relevante Zeugnisse des Freitaler Bergbaues | 09303863 |
|                                         | Mühlgraben mit zwei Wehren                                                                     | (Karte)                                 | 15. Jh. (Mühlgraben)                                                                          | Mühlgraben mit zwei Wehren; Gesamtanlage des von mehreren anliegenden Produktionsstätten (insbesondere Egermühle, Lederfabrik und Papierfabrik) genutzter künstlich angelegter Wasserlauf, besondere stadtentwicklungsgeschichtliche Bedeutung für Dresden und Freital | 08963896 |
|                                         | Wohnstallhaus                                                                                  | Am Dorfplatz 1 (Karte)                  | bez. 1866 (Wohnstallhaus)                                                                     | Wohnstallhaus und zwei Seitengebäude eines Bauernhofes; Relikt des ländlichen Kerns des Angerdorfes, baugeschichtlich von Bedeutung | 08963996 |
|                                         | Ländliches Gebäude                                                                             | Am Dorfplatz 2a (Karte)                 | bez. 1858 Tafel an Traufseite (Wohnhaus)                                                      | Wohnhaus; evtl. ehem. Schule, Putzbau mit einigen Schmuckelementen, baugeschichtlich von Bedeutung | 08963988 |
|                                         | Wohnstallhaus                                                                                  | Am Dorfplatz 4 (Karte)                  | bez. 1809 (aber wahrscheinlich um 1750); 1820–1840 (Seitengebäude); 1820–1840 (Wohnstallhaus) | Wohnstallhaus und Seitengebäude eines Dreiseithofes; alle Gebäude Obergeschoss Fachwerk, in Struktur und Aussehen erhaltenes Ensemble, letztes Zeugnis des ehemaligen Angerdorfes, baugeschichtlich und ortsentwicklungsgeschichtliche Bedeutung | 08963989 |
|                                         | Wohnstallhaus                                                                                  | Clemens-Hanusch-Weg 2 (Karte)           | 18. Jh. (Bauernhof)                                                                           | Wohnstallhaus, Stall-Auszugshaus und Scheune eines kleinen Dreiseithofes; Strukturbestandteil der Ortskernbebauung von Niederhäslich, städtebauliche und baugeschichtliche Bedeutung | 08963994 |
|                                         | Wohnstallhaus                                                                                  | Clemens-Hanusch-Weg 3 (Karte)           | um 1700 (Wohnstallhaus)                                                                       | Wohnstallhaus, Obergeschoss Fachwerk; Relikt der Dorfkernbebauung Niederhäslichs, städtebauliche und baugeschichtliche Bedeutung | 08963995 |
|                                         | Doppel-Wohnhaus                                                                                | Poisentalstraße 47, 49 (Karte)          | 1910er Jahre (Doppelwohnhaus)                                                                 | Doppel-Wohnhaus in offener Bebauung; baugeschichtliche Bedeutung | 08963999 |
|                                         | Wohnhaus                                                                                       | Poisentalstraße 55 (Karte)              | bez. 1898 (Giebelaufsatz)                                                                     | Wohnhaus in offener Bebauung; baugeschichtliche Bedeutung | 08963998 |
|                                         | Rathaus Niederhäslich (ehem.)                                                                  | Poisentalstraße 75 (Karte)              | um 1900 (Rathaus)                                                                             | Rathaus Niederhäslich (ehem.) – Rathaus; in späthistoristischen Renaissanceformen, bau- und ortshistorische Bedeutung | 08963983 |
|                                         | Turnhalle                                                                                      | Poisentalstraße 77 (Karte)              | nach 1910 (Turnhalle)                                                                         | Turnhalle (ohne Anbau); Teil eines Gemeindeforums, bau- und ortshistorische Relevanz | 08963984 |
|                                         | Schule                                                                                         | Poisentalstraße 79 (Karte)              | bez. 1876 (Türsturz)                                                                          | Schule; bau- und ortsgeschichtlich von Bedeutung, Teil des Gemeindeforums | 08963985 |
|                                         | Mühle Niederhäslich (ehem.)                                                                    | Poisentalstraße 95 (Karte)              | bez. 1833 (Mühle)                                                                             | Mühle Niederhäslich (ehem.) – Mühlengebäude der früheren Niederhäslicher Wasser- und Dampfmühle (Obergeschoss Fachwerk); als regionalgeschichtliches Zeugnis von Bedeutung | 08963901 |
|                                         | Gasthof Poisental                                                                              | Poisentalstraße 97 (Karte)              | Ende 19. Jh. (Gasthof)                                                                        | Gasthof Poisental – Gasthof mit Tanzsaal; bau- und ortshistorisch relevant | 08963987 |
|                                         | Wohnhaus                                                                                       | Poisentalstraße 102 (Karte)             | bez. 1898 (Wetterfahne)                                                                       | Wohnhaus in halboffener Bebauung, mit Einfriedung; baugeschichtliche Bedeutung | 08963986 |
|                                         | Sgraffito 'Tanzschule Richter'                                                                 | Poisentalstraße 121 (Karte)             |                                                                                               | Sgraffito 'Tanzschule Richter' des Malers Hermann Glöckner | 08964985 |
|                                         | Rösche Segen-Gottes-Schacht                                                                    | Poisentalstraße 131 (gegenüber) (Karte) | 1856/1858 und bez. 1858 (Mundloch)                                                            | Baron von Burgk Freiherrliche Werke Freital (ehem.) – Rösche Segen-Gottes-Schacht; Bergbaumonumente Freital (Sachgesamtheit) – Einzeldenkmal der Sachgesamtheit Bergbaumonumente Freital im OT Niederhäslich: Mundloch der zum früheren Segen-Gottes-Schacht gehörenden Rösche, einschließlich der noch vorhandenen untertägigen Stollenanlagen; wichtiges und weitgehend original erhaltenes bergbaugeschichtliches Zeugnis, im Kontext zum Segen-Gottes-Schacht von Bedeutung. Mundloch der zum früheren Segen-Gottes-Schacht gehörenden Rösche; in Sandsteinquadern ausgeführt und gewölbt, Schlussstein bez. "SGS" (Segen-Gottes-Schacht); die Rösche wurde 1856–58 angelegt und hatte eine Länge von 917 m, sie diente dem Abtransport der Berge und später dem Abführen der Grubenwässer ins Poisental; die untertägigen Stollenanlagen sind z.T. noch vorhanden; wichtiges und weitgehend original erhaltenes bergbaugeschichtliches und damit ortsgeschichtliches Zeugnis (LfD/2012). | 08963925 |
|                                         | Hermann-Wolf-Denkmal                                                                           | Rotkopf-Görg-Straße (Karte)             |                                                                                               | Hermann-Wolf-Denkmal – Denkmal für Hermann Wolf am Windbergbad | 08964980 |
|                                         | Volkspark Rotkopf-Görg                                                                         | Rotkopf-Görg-Straße (Karte)             | vermutl. 1920er Jahre (Parkanlage)                                                            | Volkspark Rotkopf-Görg – Volkspark (Gartendenkmal) mit Allee und Aussichtsplateau; von stadtgeschichtlicher und gartenkünstlerischer Bedeutung | 09301337 |
|                                         | Doppel-Wohnhaus                                                                                | Rotkopf-Görg-Straße 1, 3 (Karte)        | zwischen 1905 und 1910 (Doppelwohnhaus)                                                       | Doppel-Wohnhaus; Einfluss der Reformarchitektur, architekturgeschichtlich von Interesse | 08964000 |
| Direkt Bild zu diesem Denkmal hochladen | Wohnhaus                                                                                       | Rudeltstraße 11 (Karte)                 |                                                                                               | Wohnhaus in offener Bebauung; baugeschichtlich von Bedeutung | 08963982 |
| Direkt Bild zu diesem Denkmal hochladen | Thälmann-Gedenkstein                                                                           | Waldblick 42 (bei) (Karte)              | 1961 (Gedenkstein)                                                                            | Thälmann-Gedenkstein; geschichtlich von Bedeutung | 08960523 |
|                                         | Wohn- und Geschäftskomplex                                                                     | Wilhelm-Müller-Straße 7, 9, 11 (Karte)  | vor 1956 (Wohn- und Geschäftshaus)                                                            | Wohn- und Geschäftskomplex; bildet den Kern der Raschelbergsiedlung, baugeschichtliche und städtebauliche Bedeutung | 08963980 |
|                                         | Skulptur eines Stahlarbeiters                                                                  | Wilhelm-Müller-Straße 14 (vor) (Karte)  | bez. 1953 (Statue)                                                                            | Plastik eines Stahlarbeiters, geschaffen von Friedrich Press | 08963981 |
|                                         | Franzosengräber                                                                                | Zum Poisenwald (Karte)                  | 1756 (Grabmal)                                                                                | 2 Steine (Franzosengräber) | 08960521 |
|                                         | Ländliches Wohnhaus                                                                            | Zum Poisenwald 2 (Karte)                | um 1850 (Wohnhaus)                                                                            | Ländliches Wohnhaus (Obergeschoss Fachwerk); baugeschichtlich relevant | 08963992 |

### Pesterwitz
| Bild           | Bezeichnung                                                | Lage                                     | Datierung | Beschreibung | ID       |
| -------------- | ---------------------------------------------------------- | ---------------------------------------- | --- | --- | -------- |
|                | Sachgesamtheit Jochhöhschlösschen                          | Am Jochhöh 42d (Karte)                   | 1795–1797 (Schlossanlage); 1795–1797 (Sachgesamtheit) | Sachgesamtheit Jochhöhschlösschen mit den Einzeldenkmalen: Weinbergschloss mit zwei nach 1952 neu gebauten Seitenflügeln, zwei Nebengebäude (ehem. Kutscherhaus und Stallgebäude), Einfriedung und Mauern, Allee sowie ehemaliger Weinberg (z. T. Sachgesamtheitsteil) (Einzeldenkmal ID-Nr. 08964181) und dem Garten (Gartendenkmal); baugeschichtliche Relevanz, landschaftsbildprägend.                                                               | 09301349 |
| Weitere Bilder | Jochhöhschlösschen                                         | Am Jochhöh 42d (Karte)                   | 1795–1797 (Schloss) | Einzeldenkmale der Sachgesamtheit Jochhöhschlösschen: Weinbergschloss mit zwei 1952 ff. neu gebauten Seitenflügeln, zwei Nebengebäude (ehem. Kutscherhaus und Stallgebäude), Einfriedung und Mauern (Sachgesamtheit ID-Nr. 09301349); baugeschichtliche Relevanz, landschaftsbildprägend | 08964181 |
|                | Keller des Hauses                                          | An der Winzerei 1a (Karte)               | um 1850 (Keller) | Keller des Hauses | 08964175 |
|                | Wohnstallhaus und Seitengebäude eines Bauernhofes          | An der Winzerei 1b (Karte)               | 1. Hälfte 19. Jh. (Bauernhof); 2. Hälfte 19. Jh. (Bauernhof) | Wohnstallhaus und Seitengebäude eines Bauernhofes; beide Gebäude Fachwerk, u. a. baugeschichtlich von Bedeutung | 08964177 |
|                | Müllerscher Weinberg                                       | An der Winzerei (Karte)                  | 2. Hälfte 18. Jh. (Weinberg); bez. 1759 Ost-Seite (Weinbergmauer); bez. 1838 Nord/West-Seite (Weinbergmauer) | Historischer Weinberg mit Einfriedung und kleinem Gebäude; besondere ortsgeschichtliche Bedeutung | 09299920 |
| Weitere Bilder | Vier Seiten eines ehemaligen Gutshofes                     | Dorfplatz 1, Gutshof 1, 2, 3 (Karte)     | 18. Jh., straßenseitiges Gebäude, Kern vor 1650 (Gut) | Vier Seiten eines ehemaligen Gutshofes, mit Einfriedung; Bedeutung für Ortsbild und -geschichte | 08964179 |
|                | Ehem. Wohnstallhaus                                        | Dorfplatz 3 (Karte)                      | vorwiegend 19. Jh. (Wohnstallhaus) | Ehem. Wohnstallhaus eines Bauernhofes (Einheit mit Nr. 4); Obergeschoss zum Teil noch Fachwerk, baugeschichtlich von Bedeutung, entscheidend ortsbildprägend | 09303649 |
|                | Wohnstallhaus                                              | Dorfplatz 4 (Karte)                      | bez. 1818 (Wohnstallhaus) | Wohnstallhaus eines ehemaligen Bauernhofes (Einheit mit Nr. 3); Obergeschoss Fachwerk, baugeschichtlich von Bedeutung und ortsbildprägend | 08964171 |
|                | Wohnhaus                                                   | Dorfplatz 10 (Karte)                     | 2. Hälfte 19. Jh. (Wohnhaus) | Wohnhaus; baugeschichtlich von Bedeutung und platzbildprägend | 08963903 |
|                | Wohnhaus                                                   | Freitaler Straße 9 (Karte)               | bez. 1838 (Wohnhaus) | Wohnhaus; Fachwerk in beiden Stockwerken, baugeschichtliche Bedeutung | 08964180 |
|                | Aussegnungshalle                                           | Parkweg (Karte)                          | 1902 (Aufbahrungshalle) | Aussegnungshalle; historisierender Putzbau mit aufwändigem Portal, ortsgeschichtlich von Bedeutung | 08964172 |
|                | Grabstätte                                                 | Zum Weinberg (Karte)                     | um 1900 (Grabmal) | Grabstätte Beger und Mende; historische Familiengräber, ortsgeschichtlich von Bedeutung | 08960510 |
|                | Wohnhaus                                                   | Zur Jakobuskirche 1 (Karte)              | 18. Jh. (Wohnhaus) | Wohnhaus; bild- und strukturprägend, baugeschichtlich von Bedeutung | 08963930 |
|                | Alte Schule                                                | Zur Jakobuskirche 2 (Karte)              | bez. 1838 (Diakonat) | Diakonat und Kirchschule; Obergeschoss Fachwerk, baugeschichtlich und ortsgeschichtlich von Bedeutung | 08964174 |
|                | Pfarrhaus                                                  | Zur Jakobuskirche 3 (Karte)              | um 1880 (Pfarrhaus) | Pfarrhaus mit Pfarrgarten; von bau- und ortsgeschichtlicher Bedeutung | 08960541 |
| Weitere Bilder | Sachgesamtheit St. Jacobuskirche mit Kirchhof und Friedhof | Zur Jakobuskirche / Zum Weinberg (Karte) | 1779–1906 (Sachgesamtheit) | Sachgesamtheit St. Jacobuskirche mit Kirchhof und Friedhof mit den Einzeldenkmalen: St. Jakobuskirche mit Kirchhof, Einfriedung mit Torbogen, auf dem Kirchhof »Tränenopfer«, Grufthaus, Kriegerdenkmal, drei Grabstellen sowie die Lucknerkapelle (siehe auch Einzeldenkmaldokument – ID-Nr 08964173), Friedhof mit Einfriedung, darin Alleen und Solitärbäume (Gartendenkmale); geschichtliche, künstlerische und landschaftsgestalterische Bedeutung. | 09301348 |
| Weitere Bilder | St.-Jakobus-Kirche                                         | Zur Jakobuskirche (Karte)                | 16. Jh. (Spolie – rückwärtiges Portal); 1906 (Kirche); 1850er Jahre (Lucknerkapelle), Grabplatte bez. 1859; um 1770 (Tränenopfer); um 1800 (Grabstelle Kühne); Ende 19. Jh. (Grabstelle Max Dathe von Burgk); ca. 1779 (Grufthaus) | Einzeldenkmale der Sachgesamtheit: St.-Jakobus-Kirche mit Kirchhof, Einfriedung mit Torbogen, auf dem Kirchhof »Tränenopfer«, Grufthaus, Kriegerdenkmal sowie drei Grabstellen und die Lucknerkapelle (Sachgesamtheit ID-Nr. 09301348); geschichtliche, künstlerische und landschaftsgestalterische Bedeutung | 08964173 |

### Potschappel
| Bild                                    | Bezeichnung                                                                       | Lage                                                      | Datierung | Beschreibung | ID       |
| --------------------------------------- | --------------------------------------------------------------------------------- | --------------------------------------------------------- | --- | --- | -------- |
| Weitere Bilder                          | Bahnhof Potschappel                                                               | Am Bahnhof 8 (Karte)                                      | im Kern 1855 (Bahnhof) | Bahnhof, bestehend aus Empfangsgebäude, Bahnsteigüberdachungen, Bahnsteigaufgängen und Bahnsteigeinbauten; bedeutendes Zeugnis der verkehrstechnischen Entwicklung | 08963870 |
| Weitere Bilder                          | Wohnhaus                                                                          | Am Burgwartsberg 5 (Karte)                                | um 1850 (Wohnhaus) | Wohnhaus; Obergeschoss Fachwerk, Relikt der ursprünglichen Dorfbebauung an bildprägender Stelle, baugeschichtlich von Bedeutung | 08963717 |
| Direkt Bild zu diesem Denkmal hochladen | Sachgesamtheitsbestandteil der Sachgesamtheit Bergbaumonumente Freital            |                                                           | 1727-1752 (Claus-Stolln); 1800 (Tiefer Weißeritz-Stolln); 1. Hälfte 19. Jh. und älter (Erdmuthen-Schacht); 1817-1838 (Großer Elbstollen) | Sachgesamtheitsbestandteil der Sachgesamtheit Bergbaumonumente Freital im OT Potschappel mit folgenden Einzeldenkmalen: 1. Mundloch des Großen Elbstolln (Einzeldenkmal ID-Nr. 08964981), 2. Mundloch des Claus-Stolln einschl. der vorhandenen untertägigen Anlagen und des mäandrischen Erdgrabenauslaufes (Einzeldenkmal ID-Nr. 08963929), 3. Königlich Sächsische Steinkohlenwerke Zauckerode (ehem.) - Mundloch des Tiefen Weißeritz Stolln, einschl. der vorhandenen untertägigen Anlagen (Einzeldenkmal ID-Nr. 08963928), 4. Halde am Schachtpunkt des ehemaligen Erdmuthen-Schachtes (Einzeldenkmal ID-Nr. 08963918). Wichtige bergbaugeschichtliche und ortsgeschichtliche Zeugnisse Freitals, die Halde zudem von großer städtebaulicher Relevanz. | 09303864 |
| Direkt Bild zu diesem Denkmal hochladen | Halde 9. Lichtloch, Tiefer Elbstolln                                              | Am Kleinen Ternickel                                      | 1817-1838 (Halde) | Einzeldenkmal der Sachgesamtheit Bergbaumonumente Freital im OT Potschappel: Halde des 9. Lichtlochs des Tiefen Elbstolln (Sachgesamtheit der Stadt Freital, OT Potsachappel – ID-Nr. 09303864); bergbaugeschichtliches Zeugnis. | 08964981 |
| Weitere Bilder                          | Bienen-Hof                                                                        | Am Markt 3 (Karte)                                        | Ende 19. Jh. (Bauplastik) | Bauplastik (Bienenkorb) und Inschrifttafel | 08964992 |
|                                         | Wohnhaus                                                                          | Am Markt 4 (Karte)                                        | bez. 1897 (Wohnhaus) | Wohnhaus mit Gaststätte in Ecklage; u. a. baugeschichtliche Bedeutung | 08963786 |
| Weitere Bilder                          | Brunnenplastik Freitaler Nase                                                     | Am Markt 5, 6 (vor) (Karte)                               | 1925 (Brunnenplastik) | Ehemalige Brunnenskulptur; eine Figur mit karikierter Nase (Bezug auf eine Freitaler Geschichte), ortsgeschichtlich von Bedeutung | 08964991 |
|                                         | Wohnhaus                                                                          | Burgwartstraße 8 (Karte)                                  | um 1900 (Wohnhaus) | Wohnhaus in offener Bebauung; baugeschichtliche Relevanz | 08963770 |
|                                         | Wohnhaus                                                                          | Burgwartstraße 12 (Karte)                                 | um 1900 (Wohnhaus) | Wohnhaus in offener Bebauung; baugeschichtliche Relevanz | 08963768 |
| Weitere Bilder                          | Burgwartschänke                                                                   | Burgwartstraße 63 (Karte)                                 | um 1920 (Gasthaus) | Gasthaus; Beispiel der architektonischen Formensprache der 1920er Jahre, baugeschichtliche Bedeutung | 08963696 |
|                                         | Claus-Stolln                                                                      | Burgwartstraße 97 (hinter)                                | 1727–1752 (Bergbauanlagenteil) | Einzeldenkmal der Sachgesamtheit Bergbaumonumente Freital im OT Potschappel: Mundloch des Claus-Stolln einschließlich der vorhandenen untertägigen Anlagen und des mäandrischen Erdgrabenauslaufes (Sachgesamtheit der Stadt Freital, OT Potschappel – ID-Nr. 09303864); bergbaugeschichtlich bedeutendes Zeugnis aus der Frühzeit des Steinkohlenbergbaus im Plauenschen Grund (Entwässerung Pesterwitzer Kohlenrevier) | 08963929 |
| Weitere Bilder                          | Porzellanmanufaktur                                                               | Carl-Thieme-Straße 16 (Karte)                             | 1885 (Manufaktur); 1872 bis 2010 (Modellsammlung)                                                                                        | Gebäude der Porzellanmanufaktur, als schlossähnliche Anlage mit drei Flügeln errichtet (vierter Flügel Gleisseite – kein Denkmal) sowie Sammlung von ca. 200.000 Modellen; Anlage von städtebaulicher sowie baugeschichtlicher und industriegeschichtlicher Relevanz, Urformen (sog. Modelle) sowohl für die Produktionsgeschichte der Porzellanmanufaktur als auch als Dokumente der Designgeschichte des 19. und 20. Jahrhunderts von großer Bedeutung und aufgrund ihrer geschlossenen Überlieferung von Seltenheitswert | 08963899 |
|                                         | Tiefer Weißeritzstolln                                                            | Carl-Thieme-Straße 35 (neben) (Karte)                     | 1800–1841 (Bergbauanlagenteil); bez. 1800 (Stollen)                                                                                      | Einzeldenkmal der Sachgesamtheit Bergbaumonumente Freital im OT Potschappel: Mundloch des Tiefen Weißeritz Stolln einschließlich der vorhandenen untertägigen Anlagen (Sachgesamtheit der Stadt Freital, OT Potschappel – ID-Nr. 09303864); von bergbaugeschichtlichem Interesse | 08963928 |
| Direkt Bild zu diesem Denkmal hochladen | Sachgesamtheit Windbergbahn                                                       | Coschützer Straße                                         | 1855-1856 (Eisenbahnanlage) | Sachgesamtheit Windbergbahn Einzeldenkmalen und Sachgesamtheitsteilen in den folgenden Teilabschnitten; Sachgesamtheit mit allen Bahnanlagen, darunter mit Unter- und Oberbau und den erhaltenen Gleisanlagen (von Bahnhof Freital-Birkigt bis Bahnhof Dresden-Gittersee), Streckenkilometrierungen, Fernmelde- und Signalanlagen, Bahnstationen einschl. aller Funktionsbauten, Wärterhäuschen, Brücken und Durchlässen in den Gemeinden Freital; eine der ältesten sächsischen und technisch herausragendsten Eisenbahnstrecken, aus der Frühzeit der Eisenbahngeschichte eisenbahngeschichtlich und technikgeschichtlich bedeutend sowie als Zeugnis des Steinkohlenbergbaus im Freitaler Revier von industriegeschichtlicher und ortshistorischer Bedeutung. | 09301623 |
|                                         | Bahnhof Freital-Birkigt                                                           | Coschützer Straße 49a, 57a, 57b (Karte)                   | 1870 (Dienstgebäude Freital-Ost); 1912 (Bahnhof Freital-Birkigt); 1884 (Eisenbahnerwohnhaus); 1879 (Bahnmeisterei); 1944 (Wasserstation) | Einzeldenkmale der Sachgesamtheit Windbergbahn, Teilabschnitt Freital OT Potschappel: Bahnhof Freital-Birkigt (bis 1921 Potschappel-Birkigt) mit Empfangsgebäude (Coschützer Straße 49a), Wasserstation, Wasserkran, Signalanlagen, Schrankenwärterhäuschen und Abteilwagen C 3 Pr. 02 (Wagenkasten) 70631 Bahnhof Freital-Ost (früher Niedergittersee) mit Bahnmeisterei und Beamtenwohnhaus (Coschützer Straße 57a und 57b) und Eisenbahnbrücke (km 2,678 Zur Schicht) (Sachgesamtheit – ID-Nr. 09301623); Anfangsbahnhof der Windbergbahn, ortshistorische Bedeutung, technisch herausragende, singuläre Gebirgsstrecke aus der Frühzeit der Eisenbahngeschichte, ist nach der 1854 eröffneten österreichischen Semmeringbahn die zweitälteste Gebirgsbahn in Europa, daher von eisenbahngeschichtlicher, wirtschaftsgeschichtlicher und verkehrsgeschichtlicher Bedeutung | 09301624 |
|                                         | Weißeritzwehr                                                                     | bei der Deubener Straße (Karte)                           | Anf. 20. Jh. (Wehr) | Weißeritzwehr für Mühlgraben der Hofemühle; orts- und technikhistorische Bedeutung | 08963914 |
| Weitere Bilder                          | Städtisches Gesundheitsamt (ehem.)                                                | Deubener Straße 6 (Karte)                                 | bez. 1914–1915 (Amtsgebäude); bez. 1955 (Gedenktafel innen)                                                                              | Ehemaliges Städtisches Gesundheitsamt in Ecklage, im Innern Sandsteintafel zur Erinnerung an die Demonstration am 1. Mai 1917; im Reformstil, baugeschichtliche und ortsgeschichtliche Bedeutung | 08963804 |
| Weitere Bilder                          | Chausseehaus                                                                      | Dresdner Straße 2 (Karte)                                 | bez. 1828 (Chausseehaus) | Ehemaliges Chausseehaus; altes Chausseegeld-Einnehmerhaus, Obergeschoss Fachwerk, bedeutendes Zeugnis der Verkehrsgeschichte im Plauenschen Grund | 08963867 |
|                                         | Wohnhaus                                                                          | Dresdner Straße 22 (Karte)                                | bez. 1899 (Giebelfeld) | Wohnhaus in geschlossener Bebauung; historistische Fassade, baugeschichtlich relevant, straßenbildprägend | 08963775 |
|                                         | Wohnhaus                                                                          | Dresdner Straße 24 (Karte)                                | vor 1900 (Wohnhaus) | Wohnhaus in geschlossener Bebauung; späthistoristische Fassade, baugeschichtlich relevant, straßenbildprägend | 08963774 |
|                                         | Wohnhaus                                                                          | Dresdner Straße 29 (Karte)                                | vor 1900 (Wohnhaus) | Wohnhaus in halboffener Bebauung; späthistoristische Fassade, baugeschichtlich relevant, straßenbildprägend | 08963771 |
|                                         | Wohnhaus                                                                          | Dresdner Straße 31 (Karte)                                | bez. 1899, linker Giebelabschluß (Wohnhaus)                                                                                              | Wohnhaus in geschlossener Bebauung; späthistoristische Fassade, baugeschichtlich relevant, straßenbildprägend | 08963772 |
|                                         | Wohnhaus                                                                          | Dresdner Straße 33 (Karte)                                | vor 1900 (Wohnhaus) | Wohnhaus in geschlossener Bebauung; späthistoristische Fassade, baugeschichtliche Bedeutung, straßenbildprägend | 08963773 |
| Weitere Bilder                          | Konsum-Verein (ehem.)                                                             | Dresdner Straße 40, 42, Oberpesterwitzer Straße 1 (Karte) | 1927–1928 (Wohnhaus) | Ehemaliges Wohnhaus eines Konsumvereins; baugeschichtlich, ortshistorisch und sozialgeschichtlich relevant | 08963776 |
| Weitere Bilder                          | Wohnhaus                                                                          | Dresdner Straße 44                                        | bez. 1845 (Wohnhaus) | Wohnhaus, traufständig, in annähernd geschlossener Bebauung; als Zeugnis der Zeit vor dem Historismus von baugeschichtlicher und ortsgeschichtlicher Bedeutung | 09304737 |
|                                         | Miets- und Geschäftshaus                                                          | Dresdner Straße 46, 48 (Karte)                            | um 1910 (Wohn- und Geschäftshaus) | Mietshaus in geschlossener Bebauung; vor allem baugeschichtliche Bedeutung | 09302017 |
| Weitere Bilder                          | Central-Kaufhaus                                                                  | Dresdner Straße 52 (Karte)                                | 1913 (Kaufhaus) | Ehemaliges Kaufhaus in Ecklage; architektonisch und ortshistorisch von Interesse | 08963778 |
| Weitere Bilder                          | Rathaus Potschappel (ehem.); heute Rathaus Freital                                | Dresdner Straße 56 (Karte)                                | 1902–1904 (Rathaus); 1927 (Hinterhaus)                                                                                                   | Rathaus, mit rückwärtigem Nebengebäude; repräsentativer Neorenaissancebau, architektonische, städtebauliche und ortshistorische Bedeutung | 08963779 |
|                                         | Doppel-Wohnhaus                                                                   | Dresdner Straße 57, 59 (Karte)                            | um 1900 (Doppelwohnhaus) | Doppel-Wohnhaus in Zeilenbebauung; baugeschichtliche und städtebauliche Relevanz | 08963781 |
| Weitere Bilder                          | Glückauf-Apotheke                                                                 | Dresdner Straße 58 (Karte)                                | 1902 (Apotheke) | Apotheke; Jugendstil, architektonische, ortsgeschichtliche und städtebauliche Relevanz | 08963780 |
|                                         | Wohnhaus                                                                          | Dresdner Straße 74 (Karte)                                | um 1900 (Wohnhaus) | Städtisches Wohnhaus in halboffener Bebauung; späthistoristische Formensprache | 09301615 |
|                                         | Wohnhaus                                                                          | Dresdner Straße 75 (Karte)                                | um 1900 (Wohnhaus) | Wohnhaus in geschlossener Bebauung; im ersten Obergeschoss gekoppeltes Fenster mit Figurennische (Bergmann), u. a. baugeschichtliche Bedeutung | 08964030 |
|                                         | Wohn- und Geschäftshaus                                                           | Dresdner Straße 77 (Karte)                                | bez. 1909 (Mittelrisalit) | Wohn- und Geschäftshaus in geschlossener Bebauung; straßenbildprägend, städtebauliche und baugeschichtliche Relevanz | 08963787 |
| Weitere Bilder                          | Goldener Löwe                                                                     | Dresdner Straße 79, 81, 83 (Karte)                        | bez. 1908/09 (Gasthof) | Gasthof; Reformarchitektur, wichtiger architektonischer und städtebaulicher Akzent, auch ortshistorisch von Interesse | 08963788 |
|                                         | Wohn- und Geschäftshaus                                                           | Dresdner Straße 84 (Karte)                                | um 1910 (Wohn- und Geschäftshaus) | Wohn- und Geschäftshaus in Ecklage in geschlossener Bebauung; Bestandteil des Reformkomplexes Sörgelstraße, vor allem baugeschichtliche Bedeutung | 09302018 |
|                                         | Wohn- und Geschäftshaus                                                           | Dresdner Straße 87 (Karte)                                | um 1910 (Wohn- und Geschäftshaus) | Wohn- und Geschäftshaus in halboffener Bebauung; Reformstil, starker formaler Bezug auf den „Goldenen Löwen“, vor allem baugeschichtliche Bedeutung | 08963789 |
|                                         | Wohnhaus                                                                          | Dresdner Straße 106 (Karte)                               | nach 1900 (Wohnhaus) | Wohnhaus in geschlossener Bebauung; Bestandteil eines städtebaulich wichtigen Dreier-Ensembles | 08963805 |
|                                         | Wohnhaus                                                                          | Dresdner Straße 108 (Karte)                               | nach 1900 (Wohnhaus) | Wohnhaus in geschlossener Bebauung; Bestandteil eines städtebaulich wichtigen Dreier-Ensembles | 08963806 |
| Weitere Bilder                          | Wohnhaus                                                                          | Dresdner Straße 110 (Karte)                               | bez. 1901 (Wohnhaus) | Wohnhaus in Ecklage; Bestandteil eines städtebaulich wichtigen Dreier-Ensembles | 08963807 |
| Weitere Bilder                          | Emmauskirche; Potschappler Kirche                                                 | Kantstraße (Karte)                                        | 1875–1877 (Kirche) | Kirche im Stil der Neorenaissance; orts- und besondere baugeschichtliche Bedeutung | 08963796 |
| Weitere Bilder                          | Turnhalle                                                                         | Lukas-Cranach-Straße 58g (Karte)                          | um 1930 (Turnhalle) | Turnhalle mit Vorbau und Freitreppe; u. a. bau- und ortsgeschichtliche Bedeutung | 08963687 |
|                                         | Sowjetisches Ehrenmal                                                             | Platz der Jugend (Karte)                                  | nach 1945 (Sowjetisch) | Gedenkstätte für sowjetische Soldaten; mit Relief und Ehrenhain, Begräbnisort?, ortsgeschichtlich von Bedeutung | 08963945 |
|                                         | Richard-Wagner-Gedenkstein                                                        | Richard-Wagner-Platz (Karte)                              | 1927 (Gedenkstein) | Gedenkstein für Richard Wagner; ältester seiner Art in Sachsen, ortsgeschichtlich von Bedeutung | 08963345 |
|                                         | Doppelwohnhaus                                                                    | Richard-Wagner-Straße 15, 17 (Karte)                      | um 1900 (Doppelwohnhaus) | Doppelwohnhaus; baugeschichtlich von Bedeutung | 08963782 |
|                                         | Wohnhaus                                                                          | Sörgelstraße 2 (Karte)                                    | 1907–1908 (Wohnhaus) | Wohnhaus in Ecklage sowie zwei Torpfeiler; Bestandteil einer architektonisch und städtebaulich wertvollen Häuserzeile des Reformstils | 08963797 |
|                                         | Wohnhaus                                                                          | Sörgelstraße 4 (Karte)                                    | 1910 (Wohnhaus) | Wohnhaus in geschlossener Bebauung; Bestandteil einer architektonisch und städtebaulich wertvollen Häuserzeile des Reformstils | 08963798 |
|                                         | Wohnhaus                                                                          | Sörgelstraße 6 (Karte)                                    | 1910–1911 (Wohnhaus) | Wohnhaus in geschlossener Bebauung; Bestandteil einer architektonisch und städtebaulich wertvollen Häuserzeile im Reformstil | 08963799 |
|                                         | Wohnhaus                                                                          | Sörgelstraße 8 (Karte)                                    | 1910 (Wohnhaus) | Wohnhaus in geschlossener Bebauung; Bestandteil einer architektonisch und städtebaulich wertvollen Häuserzeile im Reformstil | 08963800 |
|                                         | Wohnhaus                                                                          | Sörgelstraße 10 (Karte)                                   | 1909–1910 (Wohnhaus) | Wohnhaus in geschlossener Bebauung; Bestandteil einer architektonisch und städtebaulich wertvollen Häuserzeile im Reformstil | 08963801 |
|                                         | Wohnhaus                                                                          | Sörgelstraße 12 (Karte)                                   | 1907–1908 (Wohnhaus) | Wohnhaus in geschlossener Bebauung; Bestandteil einer architektonisch und städtebaulich wertvollen Häuserzeile im Reformstil | 08963802 |
|                                         | Wohnhaus                                                                          | Sörgelstraße 14 (Karte)                                   | 1906–1907, bez. 1907 (Tafel am Eingang)                                                                                                  | Wohnhaus in halboffener Bebauung; Bestandteil einer architektonisch und städtebaulich wertvollen Häuserzeile im Reformstil | 08963803 |
|                                         | Villa                                                                             | Steinstraße 2 (Karte)                                     | um 1900 (Villa) | Villa; u. a. baugeschichtliche Bedeutung | 08964989 |
|                                         | Wohnhaus                                                                          | Turnerstraße 4 (Karte)                                    | 1890er Jahre (Wohnhaus) | Wohnhaus in offener Bebauung; baugeschichtliche Bedeutung | 09302016 |
|                                         | Turnhalle                                                                         | Turnerstraße 14 (Karte)                                   | um 1910 (Turnhalle) | Turnhalle; orts- und baugeschichtlich sowie sozialgeschichtlich von Bedeutung | 09307075 |
|                                         | Ehem. Schule                                                                      | Uhlandstraße 13 (Karte)                                   | um 1905 (Schule) | Ehemalige Schule mit Einflüssen des Reformstils; bau- und ortsgeschichtliche Relevanz | 08960545 |
|                                         | Friedhofskapelle und Kriegerdenkmal Erster Weltkrieg auf dem Friedhof Potschappel | Wilsdruffer Straße 24 (Karte)                             | 1887 (Friedhofskapelle); 1900 (Farbglasfenster); nach 1918 (Kriegerdenkmal)                                                              | Friedhofskapelle und Kriegerdenkmal Erster Weltkrieg auf dem Friedhof Potschappel; baugeschichtliche, ortsgeschichtlöiche und künstlerische Bedeutung | 08963688 |
| Direkt Bild zu diesem Denkmal hochladen | Erdmuthen-Schacht; Bergbauhalde                                                   | Zur Schicht                                               | 1. Hälfte 19. Jh. und älter (Halde) | Einzeldenkmal der Sachgesamtheit Bergbaumonumente Freital im OT Potschappel: Halde am Schachtpunkt des ehemaligen Erdmuthen-Schachtes (Sachgesamtheit der Stadt Freital, OT Potschappel – ID-Nr. 09303864); bergbaugeschichtlich und landschaftsgestaltend von Bedeutung | 08963918 |

### Saalhausen
| Bild                                    | Bezeichnung                           | Lage                        | Datierung                                          | Beschreibung | ID       |
| --------------------------------------- | ------------------------------------- | --------------------------- | -------------------------------------------------- | --- | -------- |
|                                         | Bogenbrücke                           | Dorfstraße (Karte)          | 1910er Jahre (Brücke)                              | Bogenbrücke | 08963707 |
| Direkt Bild zu diesem Denkmal hochladen | Sachgesamtheit Bezirksanstalt (ehem.) | Dorfstraße 1a; 1c           | 1905–1909 (Sachgesamtheit); 1907–1908 (Pflegeheim) | Sachgesamtheit: Ehemalige Bezirksanstalt mit Park (Gartendenkmal), den Einzeldenkmalen: Gebäude 1 c in aufwändigem Reformstil, abgewinkelter Grundriss, mit dominantem, dachreiterbekrönten Mittelbau, zahlreiche erhaltene Holzelemente; 1a: ehemaliges Wirtschaftsgebäude oder Verwaltung, etwas einfacheres Gebäude, jedoch ebenfalls im Reformstil, zweigeschossig, Krüppelwalmdach mit Dachreiter, hölzernes Eingangshäuschen, neobarockes Tor, auf der Rückseite hölzerne Wintergärten; architektonische, sozial- und ortsgeschichtliche, sowie landschaftsgestalterische Bedeutung (Einzeldenkmal ID-Nr 08963710). | 09301376 |
|                                         | Gebäude                               | Dorfstraße 1a, 1c (Karte)   | 1907/1908 (Pflegeheim)                             | Einzeldenkmale der Sachgesamtheit Bezirksanstalt (ehem.): Gebäude 1 c in aufwendigem Reformstil, abgewinkelter Grundriss, mit dominantem, dachreiterbekrönten Mittelbau, zahlreiche erhaltene Holzelemente; Gebäude 1a ehemaliges Wirtschaftsgebäude oder Verwaltung, etwas einfacheres Gebäude, jedoch ebenfalls im Reformstil, zweigeschossig, Krüppelwalmdach mit Dachreiter, hölzernes Eingangshäuschen, neobarockes Tor, auf der Rückseite hölzerne Wintergärten; architektonische, sozial- und ortsgeschichtliche, sowie landschaftsgestalterische Bedeutung (Sachgesamtheit ID-Nr. 09301376).                      | 08963710 |
|                                         | Wohnstallhaus                         | Dorfstraße 8, 8a (Karte)    | um 1850 (Wohnstallhaus)                            | Wohnstallhaus, Seitengebäude und Scheune eines Dreiseithofes; letztes Beispiel seiner Art im Ort, u. a. baugeschichtliche Bedeutung | 08963708 |
|                                         | Kriegerdenkmal                        | Dorfstraße 16 (bei) (Karte) | nach 1918 (Kriegerdenkmal)                         | Kriegerdenkmal | 08963709 |

### Schweinsdorf
| Bild                                    | Bezeichnung                                                                                 | Lage | Datierung                                                                                              | Beschreibung | ID       |
| --------------------------------------- | ------------------------------------------------------------------------------------------- | --- | --- | --- | -------- |
|                                         | Transformatorenhäuschen                                                                     | Am Hexenberg/Ecke Rudeltstraße (Karte)                                                                         | 1920er Jahre (Transformatorenstation)                                                                  | Transformatorenhäuschen im Stil der umgebenden Siedlung | 08963978 |
| Direkt Bild zu diesem Denkmal hochladen | Sachgesamtheit Raschelbergsiedlung                                                          | Am Raschelberg 3; 6; 5; 6; 7; 8; 9; 10; 11; 12; 13; 14; 15; 16; 17; 18; 19; 20; 21; 22; 23; 24; 25; 26; 27; 28 | 1920 bis 1928 (Siedlung); um 1930 (Siedlung)                                                           | Sachgesamtheit Raschelbergsiedlung mit folgenden Einzeldenkmalen: Einfach- und Doppelwohnhäuser der ehemaligen Landessiedlungsgesellschaft »Sächsisches Heim« (Einzeldenkmal ID-Nr. 08964061), Siedlungsgrün als Sachgesamtheitsteil; charakteristisches Beispiel genossenschaftlichen Siedlungsbaus der 1920er Jahre in sachlicher, regionalbezogener Bauweise, Anlage von hohem städtebaulichen und ortsgeschichtlichen Wert. | 09305364 |
| Direkt Bild zu diesem Denkmal hochladen | Einfach- und Doppelwohnhäuser der ehemaligen Landessiedlungsgesellschaft „Sächsisches Heim“ | Am Raschelberg 3; 6; 5; 6; 7; 8; 9; 10; 11; 12; 13; 14; 15; 16; 17; 18; 19; 20; 21; 22; 23; 24; 25; 26; 27; 28 | 1920 bis 1928                                                                                          | Einzeldenkmale der Sachgesamtheit Raschelbergsiedlung: Einfach- und Doppelwohnhäuser der ehemaligen Landessiedlungsgesellschaft „Sächsisches Heim“ (Sachgesamtheit ID-Nr. 09305364); charakteristisches Beispiel genossenschaftlichen Siedlungsbaus der 1920er Jahre in sachlicher, regionalbezogener Bauweise, Anlage von hohem städtebaulichen und ortsgeschichtlichen Wert. | 08964061 |
|                                         | Feilenfabrik Mehlhose (ehem.)                                                               | Dresdner Straße 303 (Karte)                                                                                    | 1838 (Fabrik, alter Kern); um 1930 (Pförtnerhaus); 1898 (Maschinenhalle); um 1930 (Fabrikantenwohnung) | Ehemalige Feilenfabrik Mehlhose, bestehend aus den zur Dresdner Straße giebelständigen Gebäuden der früheren Schleiferei und der Härterei, der traufseitigen und als Verbindungsbau fungierenden ehemaligen Maschinenhalle, dem früheren Verwaltungsgebäude mit dem vermutlich 1930 angebauten Fabrikantenwohnhaus, dem ehemaligen Kesselhaus mit zugehörigem achteckigen Schornstein (inzwischen gekürzt) und später angebautem Werkstattgebäude, der früheren Schmiede mit achteckigem Schornstein (inzwischen gekürzt) und dem späteren Anbau der Glüherei sowie dem um 1930 errichteten Pförtnergebäude; bedeutendes und weitgehend original erhaltenes Zeugnis der Industriegeschichte Freitals, besonders im Kontext mit der angrenzenden früheren Thodeschen Papierfabrik bzw. der ehemaligen Rotgarnfärberei von Interesse, durch die beiden Klinkerschornsteine stark ortsbildprägend und signifikant für die auch als „Tal der Arbeit“ bezeichnete Industrieregion | 08963891 |
|                                         | Wohnhaus                                                                                    | Jägerstraße 14 (Karte)                                                                                         | 1900 oder kurz danach (Wohnhaus)                                                                       | Wohnhaus in offener Bebauung; Zierfachwerk mit Einflüssen des Jugendstils, weitgehend ursprünglich, u. a. baugeschichtliche Bedeutung | 08951447 |
| Direkt Bild zu diesem Denkmal hochladen | Kellergewölbe                                                                               | Jägerstraße 29 (Karte)                                                                                         | 18. Jh.                                                                                                | Kellergewölbe; baugeschichtlich von Bedeutung | 08963976 |
|                                         | Ehem. Forsthaus                                                                             | Jägerstraße 31 (Karte)                                                                                         | 1905 (Forsthaus)                                                                                       | Ehemaliges Forsthaus mit Einfriedung; mit Einflüssen des Schweizerstils, bau- und ortsgeschichtliche Bedeutung | 08964028 |
| Direkt Bild zu diesem Denkmal hochladen | Sachgesamtheit Friedhof Deuben; Johanniskapelle                                             | Poisentalstraße 31                                                                                             | um 1900 (Friedhof)                                                                                     | Sachgesamtheit Friedhof Deuben: Einzeldenkmal Kapelle (neoromanischer Zentralbau mit Vorbau) (Einzeldenkmal ID-Nr. 08963975) und Friedhof (Gartendenkmal); mit Einfriedung, verschiedenen Gehölzen und Blickbeziehungen, baugeschichtliche und gartenkünstlerische Bedeutung. | 09301347 |
| Weitere Bilder                          | Johanniskapelle                                                                             | Poisentalstraße 31 (Karte)                                                                                     | bez. 1901–1902 (Eingang)                                                                               | Einzeldenkmal der Sachgesamtheit Friedhof Deuben: Friedhofskirche (neoromanischer Zentralbau mit Vorbau) (Sachgesamtheit ID-Nr. 09301347) sowie 4 Grabmale und 10 Grabanlagen; baukünstlerische Bedeutung (Kirche) und z. T. künstlerische Bedeutung. | 08963975 |
| Direkt Bild zu diesem Denkmal hochladen | Doppelwohnhaus                                                                              | Niederhäslicher Straße 6                                                                                       | 1920er Jahre                                                                                           | Doppelwohnhaus der ehemaligen Landessiedlungsgesellschaft „Sächsisches Heim“; charakteristisches Beispiel genossenschaftlichen Siedlungsbaus der 1920er Jahre in sachlicher, regionalbezogener Bauweise, Anlage von hohem städtebaulichen und ortsgeschichtlichen Wert | 09305365 |
|                                         | Mietvilla                                                                                   | Wartburgstraße 28 (Karte)                                                                                      | 1910er Jahre (Mietvilla)                                                                               | Mietvilla im Reformstil, mit markanten Zaunpfeilern; u. a. baugeschichtliche Bedeutung | 08964986 |

### Somsdorf
| Bild                                    | Bezeichnung                                              | Lage                                 | Datierung | Beschreibung | ID       |
| --------------------------------------- | -------------------------------------------------------- | ------------------------------------ | --- | --- | -------- |
|                                         | Wohnstallhaus eines Dreiseithofs                         | Am Graben 9 (Karte)                  | zwischen 1860 und 1880 (Wohnstallhaus) | Wohnstallhaus eines Dreiseithofes; straßenbildprägend durch exponierte Lage, architektonisch aufwändigstes Gebäude der südlichen Kernbebauung, baugeschichtlich von Bedeutung | 08964115 |
|                                         | Zwei Wohnstallhäuser eines Dreiseithofs                  | Am Graben 13, 15 (Karte)             | um 1860 (massives Gebäude); bez. 1806 (Fachwerkhaus) | Zwei Wohnstallhäuser eines Dreiseithofes; Wohnstallhaus Nr. 15 mit Fachwerk-Obergeschoss, ortsbildprägend durch exponierte Lage, Strukturbestandteil der südlichen Kernbebauung, baugeschichtlich von Bedeutung | 08964114 |
|                                         | Gasthof Erblehngericht                                   | Höckendorfer Straße 9 (Karte)        | bez. 1695, Anbau jünger (Gasthof) | Gasthof; in zentraler Ortslage, baugeschichtlich und ortsgeschichtlich von Bedeutung | 08964105 |
|                                         | Wohnstallhaus und zwei Seitengebäude eines Bauernhofes   | Höckendorfer Straße 21 (Karte)       | Ende 18. Jh. (Wohnstallhaus); 1. Hälfte 19. Jh. (ehem. Nr. 23)                                                                                                 | Wohnstallhaus und zwei Seitengebäude eines Bauernhofes; Seitengebäude Obergeschoss Fachwerk, baugeschichtlich und straßenbildprägend von Bedeutung, z. T. architektonisch wertvoll | 08964089 |
|                                         | Wohnstallhaus                                            | Höckendorfer Straße 28 (Karte)       | bez. 1823, Kern womöglich älter (Wohnstallhaus) | Wohnstallhaus; Obergeschoss Fachwerk, Konstruktion erhalten, Strukturbestandteil des Ortsgrundrisses, baugeschichtlich und bildprägend von Bedeutung | 08964107 |
|                                         | Wohnstallhaus und zwei Seitengebäude eines Dreiseithofes | Höckendorfer Straße 42 (Karte)       | 18. Jh., womöglich noch älter (Wohnstallhaus) | Wohnstallhaus und zwei Seitengebäude eines Dreiseithofes; Wohnstallhaus z. T. Fachwerk, Seitengebäude Fachwerk, baugeschichtlich und ortsbildprägend von Bedeutung | 08964096 |
|                                         | Wohnstallhaus                                            | Höckendorfer Straße 48 (Karte)       | nach 1700 (Wohnstallhaus) | Wohnstallhaus und Seitengebäude eines Dreiseithofes; Wohnstallhaus Obergeschoss Fachwerk, Seitengebäude Fachwerk, baugeschichtlich und sozialgeschichtlich von Bedeutung | 08964098 |
| Weitere Bilder                          | Pfarrhaus                                                | Höckendorfer Straße 60 (Karte)       | bez. 1736 (Türgewände) | Pfarrhaus, im Vorgarten steingefasste Entwässerung, neben dem Haus Einfriedungsmauer und zwei Torpfosten, Pfarrgarten; Pfarrhaus mit Fachwerk-Obergeschoss und bemerkenswertem Türgewände (Beschriftung, Schlussstein), bau- und ortshistorisch bedeutendes Gebäude mit vielen originalen Einzelheiten | 08964094 |
|                                         | Wohnstallhaus                                            | Höckendorfer Straße 62 (Karte)       | 18. Jh., womöglich noch älter (Wohnstallhaus) | Wohnstallhaus; Obergeschosslangseite Fachwerk, verkleidet, baugeschichtlich von Bedeutung | 08964093 |
|                                         | Wohnstallhaus                                            | Höckendorfer Straße 70 (Karte)       | bez. 1764 (Türgewände) | Wohnstallhaus; Obergeschoss und Giebel Fachwerk, baugeschichtlich und straßenbildprägend von Bedeutung | 08964091 |
|                                         | Wohnstallhaus und massive Scheune mit Durchfahrt         | Höckendorfer Straße 74 (Karte)       | 18. Jh. (Wohnstallhaus); 2. Hälfte 19. Jh. (Scheune) | Wohnstallhaus und massive Scheune mit Durchfahrt; Wohnstallhaus Obergeschoss Fachwerk, zum Teil ornamental verschiefert, hochgradig ursprünglich erhalten, baugeschichtlich und ortsbildprägend von Bedeutung | 08964090 |
|                                         | Wegestein                                                | Höckendorfer Straße 82 (bei) (Karte) | 19. Jh. (Wegestein) | Wegestein; verkehrsgeschichtlich von Bedeutung | 08964088 |
| Weitere Bilder                          | Sachgesamtheit Georgenkirche und Kirchhof                | Höckendorfer Straße 40               | 1892 (Kirchhof) | Sachgesamtheit Ev. Georgenkirche und Kirchhof sowie Trockenmauer entlang des Zufahrtsweges mit folgenden Einzeldenkmalen: zwei Grabmale, Kriegerdenkmal für die Gefallenen des Ersten Weltkrieges sowie Einfriedung mit zwei Kirchhofsportalen, bez. 1860 und 1892 (Einzeldenkmal ID-Nr. 08964097), Friedhofsgestaltung (Gartendenkmal) sowie Kirchhof (1892 zum sog. Inneren Friedhof erweitert) als Sachgesamtheitsteil; gartenkünstlerisch und landschaftsgestaltend von Bedeutung. | 09302154 |
| Weitere Bilder                          | Georgenkirche und Kirchhof                               | Höckendorfer Straße 40 (Karte)       | vermutlich 1238 (Reste des romanischen Vorgängerbaus); 1712 (Kirche); bez. 1860 (Kirchhofsportal); bez. 1892 (Kirchhofsportal); Mitte 19. Jh. – 1910 (Grabmal) | Einzeldenkmale der Sachgesamtheit Ev. Georgenkirche und Kirchhof sowie Trockenmauer entlang des Zufahrtsweges: zwei Grabmale, Kriegerdenkmal für die Gefallenen des Ersten Weltkrieges sowie Einfriedung mit zwei Kirchhofsportalen, bez. 1860 und 1892 (Sachgesamtheit ID-Nr. 09302154); baugeschichtlich und ortsgeschichtlich von Bedeutung. | 08964097 |
| Direkt Bild zu diesem Denkmal hochladen | Sachgesamtheit Friedhof Somsdorf                         | Höckendorfer Straße                  | bez. 1860 (Friedhofsportal); 1883 (Luthereichen) | Sachgesamtheit Friedhof Somsdorf mit folgenden Einzeldenkmalen: Einfriedungsmauer und Friedhofsportal (ID-Nr. 09301944), Friedhofsgestaltung mit zwei Luthereichen und einer Lebensbaumallee (Gartendenkmal) sowie Friedhof als Sachgesamtheitsteil; ortsgeschichtlich und landschaftsgestaltend von Bedeutung. | 09301945 |
|                                         | Friedhof Somsdorf                                        | Höckendorfer Straße (Karte)          | bez. 1860 (Friedhofsportal) | Einzeldenkmale der Sachgesamtheit Friedhof Somsdorf: Einfriedungsmauer und Friedhofsportal, bez. 1860 (Sachgesamtheit ID-Nr. 09301945); ortsgeschichtlich von Bedeutung | 09301944 |
|                                         | Wohnstallhaus eines Dreiseithofs                         | Lübauer Straße 3 (Karte)             | um 1850 (Wohnstallhaus) | Wohnstallhaus (massiv) eines Dreiseithofes; baugeschichtlich von Bedeutung | 08964116 |
| Weitere Bilder                          | Wohnstallhaus und Holzscheune eines Zweiseithofes        | Rosenstraße 16 (Karte)               | um 1850 (Wohnstallhaus) | Wohnstallhaus und Holzscheune eines Zweiseithofes; Wohnstallhaus Obergeschoss Fachwerk, weitgehend in Konstruktion und Aussehen erhalten, bildet mit Nr. 18 reizvolles Ensemble, baugeschichtlich und sozialgeschichtlich von Bedeutung | 08964110 |
|                                         | Wohnstallhaus eines Bauernhofes                          | Rosenstraße 18 (Karte)               | um 1850 (Wohnstallhaus) | Wohnstallhaus eines Bauernhofes; Obergeschoss Fachwerk, weitgehend in Konstruktion und Aussehen erhalten, bildet mit den Gebäuden von Nr. 16 reizvolles Ensemble, baugeschichtlich und sozialgeschichtlich von Bedeutung | 08964109 |

### Weißig
| Bild           | Bezeichnung                       | Lage                                  | Datierung                    | Beschreibung | ID       |
| -------------- | --------------------------------- | ------------------------------------- | ---------------------------- | --- | -------- |
|                | Denkmal für Friedrich-Ludwig Jahn | Hauptstraße (Karte)                   | wohl 1902 (Denkmal)          | Denkmal für Friedrich-Ludwig Jahn | 08963711 |
|                | Turnhalle                         | Hauptstraße 8 (Karte)                 | 1920er Jahre (Turnhalle)     | Turnhalle; u. a. sozialgeschichtliche Bedeutung                                                                                                 | 08963713 |
| Weitere Bilder | Wohnstallhaus                     | Hauptstraße 56 (Karte)                | um 1780 (Wohnstallhaus)      | Wohnstallhaus; Obergeschoss Fachwerk, baugeschichtliche Bedeutung                                                                               | 08963715 |
|                | Fachwerkhaus                      | Hauptstraße 68 (Karte)                | 18. Jahrhundert (Wohnhaus)   | Wohnhaus; Fachwerkhaus mit Andreaskreuzen, ältere Generation noch erhaltener Holzbauweise, baugeschichtlich und hausgeschichtlich von Bedeutung | 08963714 |
| Weitere Bilder | Kriegerdenkmal                    | Steile Straße/Ecke Juststraße (Karte) | nach 1919 (Erster Weltkrieg) | Kriegerdenkmal Erster Weltkrieg | 08963712 |

### Wurgwitz
| Bild                                    | Bezeichnung                                                              | Lage                                     | Datierung                                                     | Beschreibung | ID       |
| --------------------------------------- | ------------------------------------------------------------------------ | ---------------------------------------- | ------------------------------------------------------------- | --- | -------- |
| Direkt Bild zu diesem Denkmal hochladen | Königlich Sächsische Steinkohlenwerke Zauckerode (ehem.) - Albertschacht | Albertschacht 4 (bei) (Karte)            | 2. Hälfte 19. Jahrhundert (Bergbauanlagenteil)                | Sachgesamtheitsbestandteil der Sachgesamtheit Bergbaumonumente Freital im OT Wurgwitz mit folgendem Einzeldenkmal: Maschinenhaus des ehemaligen Albertschachtes (siehe Einzeldenkmalliste - ID-Nr. 08963934) (siehe auch Sachgesamtheitsliste der Stadt Freital, OT Burgk - ID-Nr. 09303858); von regionaler bergbaugeschichtlicher Relevanz.                                                                                               | 09303865 |
| Direkt Bild zu diesem Denkmal hochladen | Königlich Sächsische Steinkohlenwerke Zauckerode (ehem.) – Albertschacht | Albertschacht 4 (bei) (Karte)            | 2. Hälfte 19. Jh. (Bergbauanlage)                             | Einzeldenkmal der Sachgesamtheit Bergbaumonumente Freital im OT Wurgwitz: Maschinenhaus des ehemaligen Albertschachtes (siehe auch Sachgesamtheitsliste Stadt Freital, OT Burgk – ID-Nr. 09303858); einziges original erhaltenes Gebäude der früheren umfangreichen Anlage, von regionaler bergbaugeschichtlicher Relevanz | 08963934 |
| Direkt Bild zu diesem Denkmal hochladen | Wohnstallhaus                                                            | Am Berge 4 (Karte)                       | um 1850 (Wohnstallhaus)                                       | Wohnstallhaus; Obergeschoss Fachwerk, baugeschichtlich von Bedeutung | 08963699 |
| Weitere Bilder                          | Rittergut Wurgwitz                                                       | Am Weinberg 6, 8 (Karte)                 | bez. 1908 (Seitengebäude, Schlussstein); um 1850 (Herrenhaus) | Herrenhaus eines Rittergutes, weiterhin Gutsanlage mit vier Wirtschaftsgebäuden, Einfriedung und Torbäumen sowie Garten; Herrenhaus in Art einer Villa mit venezianischer Formensprache (casa a due torri), Neorenaissance, mit vorgelagertem Turm, im Ortskontext architektonisch auffällig, Gutsanlage bestehend aus noch vier Gebäuden, drei davon in Fachwerk, ortsbild- und strukturprägende Anlage von lokalgeschichtlicher Bedeutung | 08963723 |
|                                         | Scheune                                                                  | Gartenstraße 2 (bei) (Karte)             | 1. Hälfte 19. Jh. (Fachwerkscheune)                           | Scheune; Fachwerk, Relikt eines Gehöfts; u. a. baugeschichtliche Bedeutung | 08963702 |
| Weitere Bilder                          | Eisenbahnbrücke                                                          | Kesselsdorfer Straße (Karte)             |                                                               | Wegeunterführung einer Bahntrasse, baugeschichtlich und eisenbahngeschichtlich von Bedeutung | 08963698 |
| Weitere Bilder                          | Niederhermsdorfer Hof                                                    | Oberhermsdorfer Straße 1 (Karte)         | Kern wohl 18. Jh. (Wohnstallhaus)                             | Wohnstallhaus und drei Seitengebäude eines Bauernhofes; großteils altes Fachwerk, baugeschichtlich und ortsgeschichtlich von Bedeutung | 09303635 |
|                                         | Wohnstallhaus und zwei Seitengebäude                                     | Oberstraße 14 (Karte)                    | bez. 1852 Türgewände (Wohnstallhaus)                          | Wohnstallhaus und zwei Seitengebäude eines Dreiseithofes; Wohnstallhaus Obergeschoss Fachwerk, Seitengebäude eines ebenfalls Fachwerk und eines als Anbau hinter dem Wohnhaus, in Struktur und Aussehen erhaltene Hofanlage, u. a. baugeschichtliche Bedeutung | 08963705 |
|                                         | Scheune                                                                  | Oberstraße 20 (Karte)                    | um 1800 (Scheune)                                             | Scheune; Fachwerk, eines der wenigen im Aussehen erhaltenen Zeugnisse ländlicher Holzbauweise im Ort, baugeschichtlich von Bedeutung | 08963704 |
| Weitere Bilder                          | Alfred-Damm-Heim                                                         | Pesterwitzer Straße 6 (Karte)            | 1930 (Kulturhaus)                                             | Alfred-Damm-Heim – Kulturhaus mit Turnhalle; bau-, orts- und sozialgeschichtliche Bedeutung | 09300989 |
| Weitere Bilder                          | Rathaus Wurgwitz                                                         | Pesterwitzer Straße 21 (Karte)           | bez. 1925 Eingangsgiebel (Rathaus)                            | Rathaus Wurgwitz – Rathaus; repräsentatives Gebäude, architektonisch und ortshistorisch von Bedeutung | 08963720 |
| Weitere Bilder                          | Schulgebäude                                                             | Pesterwitzer Straße 23 (Karte)           | Eingang bez. 1907/08 (Schule)                                 | Schulgebäude; bau- und ortshistorische Relevanz | 08963721 |
|                                         | Frühere Schule                                                           | Pesterwitzer Straße 25 (Karte)           | 1873 (Schule)                                                 | Erste Wurgwitzer Schule; bau- und ortsgeschichtliche Bedeutung | 09300988 |
| Weitere Bilder                          | Gasthof                                                                  | Pesterwitzer Straße 36 (Karte)           | 2. Hälfte 19. Jh. (Gasthof)                                   | Gasthof mit Saal; von bau- und ortshistorischer Relevanz | 08963719 |
| Weitere Bilder                          | Schulgebäude                                                             | Unterstraße 2 (Karte)                    | 1860er Jahre, bez. 186… (Schule)                              | Schulgebäude; bau- und ortshistorische Bedeutung | 08963700 |
|                                         | Scheune                                                                  | Unterstraße 5 (Karte)                    | 18. Jh. (Scheune)                                             | Scheune eines Bauernhofes; Schauseite Sichtfachwerk, an bildprägender Stelle, eines der wenigen im Aussehen erhaltenen Zeugnisse der Volksbauweise im Ort, baugeschichtlich von Bedeutung | 08963703 |
| Weitere Bilder                          | Böhlbrunnen                                                              | Zöllmener Straße 29 (bei) (Karte)        | bez. 1672 (Schöpfstelle)                                      | Böhlbrunnen – Sandstein-Quelleinfassung | 09300990 |
|                                         | Ländliches Wohnhaus                                                      | Zöllmener Straße 33 (Karte)              | Kern vor 1800, um 1850 (Wohnhaus)                             | Ländliches Wohnhaus (Obergeschoss Fachwerk); Relikt des ursprünglichen Dorfbildes, baugeschichtlich relevant | 08963722 |
|                                         | Hammerteich                                                              | Zöllmener Straße (Karte)                 | vermutlich 17. Jh. (Teich)                                    | Hammerteich – Kunstteichanlage des sog. Hammerteiches, einschließlich des in Quadersandstein gefassten Überlaufes; frühes wassertechnisches Zeugnis von ortsgeschichtlicher Bedeutung | 08963935 |
| Direkt Bild zu diesem Denkmal hochladen | Ehemalige Schafschwemme                                                  | Zöllmener Straße (Karte)                 | 19. Jh.                                                       | Ehemalige Schafschwemme; heimatgeschichtlich und ortshistorisch von Bedeutung | 09306613 |
| Weitere Bilder                          | Wohnstallhaus                                                            | Zur Quäne 3 (Karte)                      | 19. Jh. (südliches Seitengebäude); 18. Jh. (Wohnstallhaus)    | Wohnstallhaus und gegenüber liegendes Seitengebäude eines Vierseithofes; Wohnstallhaus teils Fachwerk, u. a. baugeschichtlich von Bedeutung | 08963706 |
| Weitere Bilder                          | Kriegerdenkmal Erster Weltkrieg                                          | Zur Wiederitz / Ecke Erlenstraße (Karte) | wohl 1920er Jahre (Kriegerdenkmal)                            | Kriegerdenkmal Erster Weltkrieg | 08960518 |

### Zauckerode
| Bild                                    | Bezeichnung                                                                                          | Lage                                 | Datierung                                          | Beschreibung | ID       |
| --------------------------------------- | --- | ------------------------------------ | -------------------------------------------------- | --- | -------- |
| Weitere Bilder                          | Wohnhaus                                                                                             | Am Kleinen Weg 7 (Karte)             | 2. Hälfte 18. Jh. (Wohnhaus)                       | Wohnhaus; Bergbaukontext, bergbaugeschichtliche Bedeutung | 08963694 |
| Weitere Bilder                          | Abschirmwand                                                                                         | Oppelstraße/Ringstraße (Karte)       | Ende der 1970er Jahre (Abschirmwand)               | Abschirmwand aus Betonelementen; historisches Zeugnis von Kunst im öffentlichen Raum der DDR | 09299819 |
| Direkt Bild zu diesem Denkmal hochladen | Königlich Sächsische Steinkohlenwerke Zauckerode (ehem.)                                             | Wilsdruffer Straße (Karte)           | Mitte 19. Jh. - Mitte 20. Jh. (Bergbauanlagenteil) | Sachgesamtheitsbestandteil der Sachgesamtheit Bergbaumonumente Freital im OT Zauckerode mit folgenden Einzeldenkmalen: 1. Königlich Sächsische Steinkohlenwerke Zauckerode (ehem.) -Mehner Schacht, Reste des Ventilatorfundamentes des Zauckeroder Wetterschachtes (siehe Einzeldenkmalliste - ID-Nr. 08963931), 2. Königlich Sächsische Steinkohlenwerke Zauckerode (ehem.) a) Kontorhaus (sogenannte Kohlenschreiberei) des früheren Oppelschachtes sowie b) das 2003–2006 hierher translozierte Fördergerüst Schacht 2 des ehemaligen Wismut-Bergbaubetriebes Willy Agatz (Dresden-Gittersee) (siehe Einzeldenkmalliste - ID-Nr. 08963933) (siehe auch Sachgesamtheitsliste Stadt Freital, OT Burgk - ID-Nr. 09303858); wichtige bergbaugeschichtliche Zeugnisse der einst sehr umfangreichen und bedeutenden Schachtanlage der Königlich Sächsischen Steinkohlenwerke Zauckerode. | 09303866 |
| Direkt Bild zu diesem Denkmal hochladen | Königlich Sächsische Steinkohlenwerke Zauckerode (ehem.) – Mehner Schacht; Zauckeroder Wetterschacht | Wilsdruffer Straße 50 (Karte)        | um 1862 (Schacht)                                  | Einzeldenkmal der Sachgesamtheit Bergbaumonumente Freital im OT Zauckerode: Reste des Ventilatorfundamentes des Zauckeroder Wetterschachtes (Sachgesamtheit der Stadt Freital, OT Zauckerode – ID-Nr. 09303866); technisches Denkmal | 08963931 |
| Weitere Bilder                          | Königlich Sächsische Steinkohlenwerke Zauckerode (ehem.) – Kohlenschreiberei                         | Wilsdruffer Straße 67d               |                                                    | Einzeldenkmale der Sachgesamtheit Bergbaumonumente Freital im OT Zauckerode: Kontorhaus (sogenannte Kohlenschreiberei) des früheren Oppelschachtes sowie das 2003–2006 hierher translozierte Fördergerüst Schacht 2 des ehemaligen Wismut-Bergbaubetriebes Willy Agatz (Dresden-Gittersee) (Sachgesamtheit der Stadt Freital, OT Zauckerode – ID-Nr. 09303866); Kontorhaus wichtiges bergbaugeschichtliches Zeugnis der einst sehr umfangreichen und bedeutenden Schachtanlage der Königlich Sächsischen Steinkohlenwerke Zauckerode, Fördergerüst letztes Zeugnis der Gattung im Steinkohlengebiet Döhlener Becken, technikgeschichtliche Bedeutung | 08963933 |
|                                         | Gasthof Zauckerode                                                                                   | Wilsdruffer Straße 130 (Karte)       | bez. 1844 (Gasthof)                                | Gasthof; Bestandteil der alten Ortsstruktur, bau- und ortshistorisch sowie bildprägend relevant | 08963691 |
|                                         | Villa                                                                                                | Wilsdruffer Straße 172, 172a (Karte) | um 1908                                            | Villa; mit neobarocken Einflüssen, u. a. baugeschichtlich von Bedeutung | 09303636 |